# Filmografia della Essanay

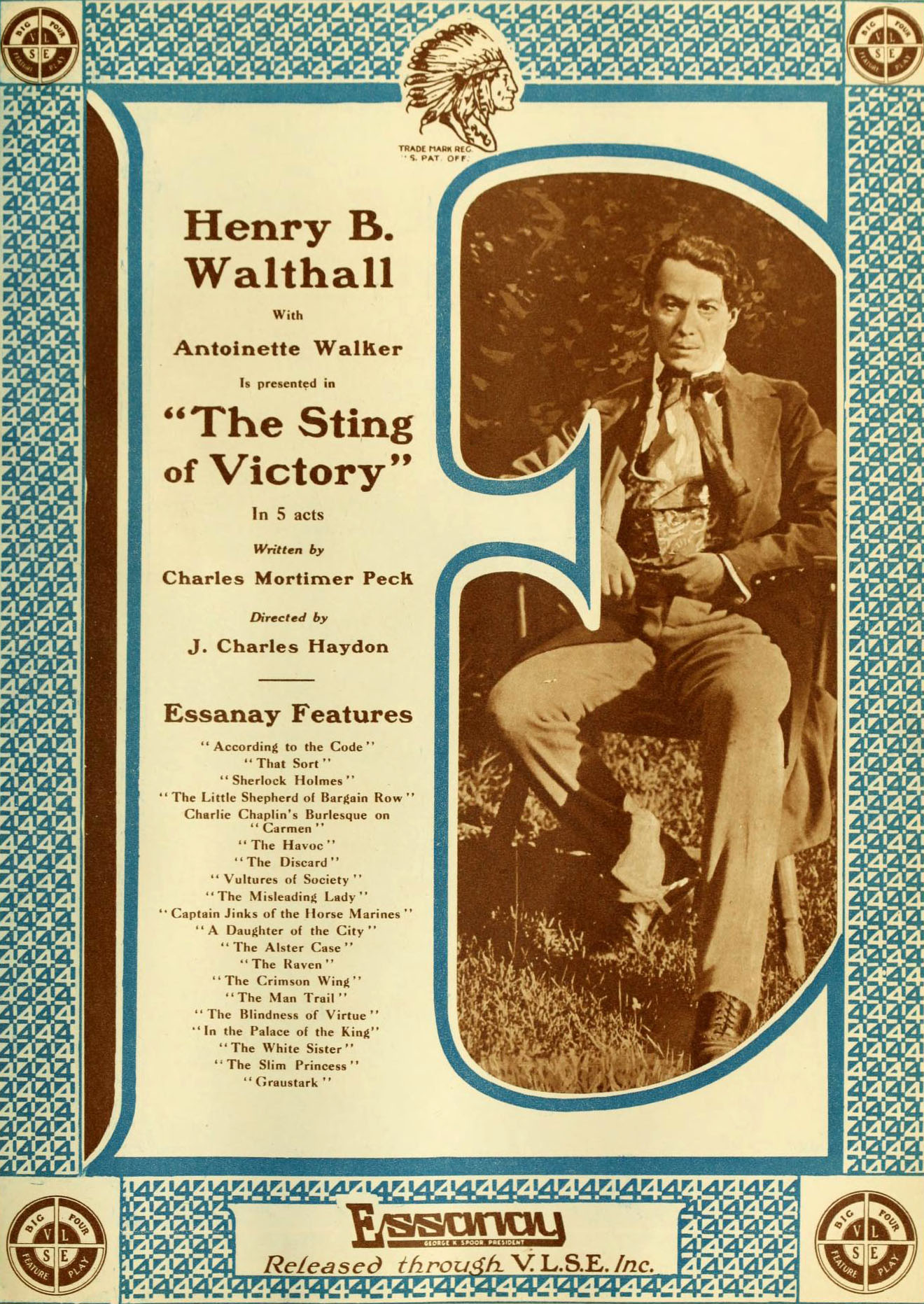
The Sting of Victory (1916)

1907 - 1908 - 1909 - 1910 - 1911 - 1912 - 1913 - 1914 - 1915 - 1916 - 1917 - 1918 - 1920 -
La filmografia - basata su IMDb - è completa. Quando manca il nome del regista, questo non viene riportato nei titoli

## 1907
- An Awful Skate; or, The Hobo on Rollers, regia di Gilbert M. 'Broncho Billy' Anderson (1907)
- Slow But Sure, regia di Gilbert M. 'Broncho Billy' Anderson (1907)
- Mr. Inquisitive, regia di Gilbert M. 'Broncho Billy' Anderson (1907)
- Life of a Bootblack, regia di Gilbert M. 'Broncho Billy' Anderson (1907)
- The Dancing Nig, regia di Gilbert M. 'Broncho Billy' Anderson (1907)
- 99 in the Shade, regia di Gilbert M. 'Broncho Billy' Anderson (1907)
- The Unveiling Ceremonies of the McKinley Memorial, Canton, Ohio, September 30, 1907 (1907)
- Hey There! Look Out!, regia di Gilbert M. 'Broncho Billy' Anderson (1907)
- The Vagabond, regia di Gilbert M. 'Broncho Billy' Anderson (1907)
- The Street Fakir, regia di Gilbert M. 'Broncho Billy' Anderson (1907)
- A Free Lunch, regia di Gilbert M. 'Broncho Billy' Anderson (1907)
- The Eleventh Hour (1907)
- Where Is My Hair?, regia di Gilbert M. 'Broncho Billy' Anderson (1907)
- A Christmas Adoption (1907)
- The Bell Boy's Revenge, regia di Gilbert M. 'Broncho Billy' Anderson (1907)

## 1908
- The Football Craze, regia di Gilbert M. 'Broncho Billy' Anderson (1908)
- Jack of All Trades, regia di Gilbert M. 'Broncho Billy' Anderson (1908)
- Novice on Stilts, regia di Gilbert M. 'Broncho Billy' Anderson (1908)
- A Home at Last, regia di Gilbert M. 'Broncho Billy' Anderson (1908)
- The Hoosier Fighter, regia di Gilbert M. 'Broncho Billy' Anderson (1908)
- Babies Will Play, regia di Gilbert M. 'Broncho Billy' Anderson (1908)
- Louder Please, regia di Gilbert M. 'Broncho Billy' Anderson (1908)
- The Dog Cop, regia di Gilbert M. 'Broncho Billy' Anderson (1908)
- All Is Fair in Love and War, regia di Gilbert M. Anderson (1908)
- Well-Thy Water, regia di Gilbert M. 'Broncho Billy' Anderson (1908)
- Juggler Juggles, regia di Gilbert M. 'Broncho Billy' Anderson (1908)
- Hypnotizing Mother-in-Law, regia di Gilbert M. 'Broncho Billy' Anderson (1908)
- A Lord for a Day, regia di Gilbert M. 'Broncho Billy' Anderson (1908)
- The James Boys in Missouri, regia di Gilbert M. 'Broncho Billy' Anderson (1908)
- Michael Strogoff (1908)
- Sappho (1908)
- Ker-Choo, regia di Gilbert M. 'Broncho Billy' Anderson (1908)
- Don't Pull My Leg, regia di Gilbert M. 'Broncho Billy' Anderson (1908)
- Peck's Bad Boy (1908)
- Just Like a Woman, regia di Gilbert M. 'Broncho Billy' Anderson (1908)
- I Can't Read English, regia di Gilbert M. 'Broncho Billy' Anderson (1908)
- An Animated Doll (1908)
- The Gentle Sex, regia di Gilbert M. 'Broncho Billy' Anderson (1908)
- The Tragedian, regia di Gilbert M. 'Broncho Billy' Anderson (1908)
- Little Mad-Cap, regia di Gilbert M. 'Broncho Billy' Anderson (1908)
- The Younger Brothers, regia di E. Lawrence Lee (1908)
- Wouldn't It Tire You?, regia di Gilbert M. 'Broncho Billy' Anderson (1908)
- Oh, What Lungs!, regia di Gilbert M. 'Broncho Billy' Anderson (1908)
- Checker Fiends, regia di Gilbert M. 'Broncho Billy' Anderson (1908)
- An Enterprising Florist, regia di Gilbert M. 'Broncho Billy' Anderson (1908)
- A Plain Clothes Man, regia di E. Lawrence Lee (1908)
- The Directoire Gown, regia di Gilbert M. 'Broncho Billy' Anderson (1908)
- Stung, regia di Gilbert M. 'Broncho Billy' Anderson (1908)
- Mama's Birthday, regia di Gilbert M. 'Broncho Billy' Anderson (1908)
- A Distastrous Flirtation, regia di Gilbert M. 'Broncho Billy' Anderson (1908)
- The Escape of the Ape, regia di Gilbert M. 'Broncho Billy' Anderson (1908)
- A Prodigal Parson (1908)
- The Baseball Fan, regia di Gilbert M. 'Broncho Billy' Anderson (1908)
- Lost and Found, regia di Gilbert M. 'Broncho Billy' Anderson (1908)
- A Gilded Fool (1908)
- Oh, What an Appetite, regia di Gilbert M. 'Broncho Billy' Anderson (1908)
- The Coward (1908)
- In the Hands of the Enemy (1908)
- The Bandit Makes Good, regia di Gilbert M. 'Broncho Billy' Anderson (1908)
- Romance of a Taxicab (1908)
- The Bully, regia di Gilbert M. 'Broncho Billy' Anderson (1908)
- A Wayward Daughter (1908)
- Never Again, regia di Gilbert M. 'Broncho Billy' Anderson (1908)
- Hired-Tired-Fired, regia di Gilbert M. 'Broncho Billy' Anderson (1908)
- Soul Kiss, regia di Gilbert M. 'Broncho Billy' Anderson (1908)
- Beg Pardon, regia di Gilbert M. 'Broncho Billy' Anderson (1908)
- Breaking Into Society, regia di Gilbert M. 'Broncho Billy' Anderson (1908)
- The Life of Abraham Lincoln (1908)
- His Own Son (1908)
- The World's Championship Baseball Series of 1908 (1908)
- The Impersonator's Jokes, regia di Gilbert M. 'Broncho Billy' Anderson (1908)
- The Effect of a Shave, regia di Gilbert M. 'Broncho Billy' Anderson (1908)
- Wrongfully Accused (1908)
- David Garrick (1908)
- If It Don't Concern You, Let It Alone, regia di Gilbert M. 'Broncho Billy' Anderson (1908)
- He Who Laughs Last, Laughs Best, regia di Gilbert M. 'Broncho Billy' Anderson (1908)
- The Tale of a Thanksgiving Turkey, regia di Gilbert M. 'Broncho Billy' Anderson (1908)
- The Hoodoo Lounge, regia di Gilbert M. 'Broncho Billy' Anderson (1908)
- An All Wool Garment, regia di Gilbert M. 'Broncho Billy' Anderson (1908)
- The Somnambulist (1908)
- An Obstinate Tooth, regia di Gilbert M. 'Broncho Billy' Anderson (1908)
- A Christmas Carol (1908)
- The Installment Collector, regia di Gilbert M. 'Broncho Billy' Anderson (1908)
- A Battle Royal, regia di Gilbert M. 'Broncho Billy' Anderson (1908)
- Who Is Smoking That Rope?, regia di Gilbert M. 'Broncho Billy' Anderson (1908)
- Bill Jones' New Years Resolution, regia di Gilbert M. 'Broncho Billy' Anderson (1908)
- In Golden Days (1908)

## 1909
- The Neighbors' Kids, regia di Gilbert M. 'Broncho Billy' Anderson (1909)
- The Haunted Lounge, regia di Gilbert M. 'Broncho Billy' Anderson (1909)
- The Actor's Baby Carriage, regia di Gilbert M. 'Broncho Billy' Anderson (1909)
- Professor's Love Tonic, regia di Gilbert M. 'Broncho Billy' Anderson (1909)
- The Old Curiosity Shop (1909)
- Too Much Dog Biscuit, regia di Gilbert M. 'Broncho Billy' Anderson (1909)
- A Cure for Gout, regia di Gilbert M. 'Broncho Billy' Anderson (1909)
- The Musician's Love Story (1909)
- Educated Abroad, regia di Gilbert M. 'Broncho Billy' Anderson (1909)
- Tag Day, regia di Gilbert M. 'Broncho Billy' Anderson (1909)
- Bring Me Some Ice, regia di Gilbert M. 'Broncho Billy' Anderson (1909)
- The Tell-Tale Blotter (1909)
- Shanghaied, regia di Gilbert M. 'Broncho Billy' Anderson (1909)
- The Crazy Barber, regia di Gilbert M. 'Broncho Billy' Anderson (1909)
- An Expensive Sky Piece, regia di Gilbert M. 'Broncho Billy' Anderson (1909)
- The Road Agents, regia di Gilbert M. 'Broncho Billy' Anderson (1909)
- The Energetic Street Cleaner, regia di Gilbert M. 'Broncho Billy' Anderson (1909)
- For Love's Sake (1909)
- A Tale of the West, regia di Gilbert M. 'Broncho Billy' Anderson (1909)
- The Rubes and the Bunco Men, regia di Gilbert M. 'Broncho Billy' Anderson (1909)
- The Chaperone (1909)
- One Touch of Nature (1909)
- A Pair of Garters (1909)
- Old Heidelberg (1909)
- A Mexican's Gratitude, regia di Gilbert M. 'Broncho Billy' Anderson (1909)
- The Bachelor's Wife, regia di Gilbert M. 'Broncho Billy' Anderson (1909)
- Mr. Flip, regia di Gilbert M. 'Broncho Billy' Anderson (1909)
- The Indian Trailer, regia di Gilbert M. 'Broncho Billy' Anderson (1909)
- Scenes from the World's Largest Pigeon Farm, regia di Gilbert M. 'Broncho Billy' Anderson (1909)
- Annie Laurie (1909)
- The Sleeping Tonic, regia di Gilbert M. 'Broncho Billy' Anderson (1909)
- The Dog and the Sausage, regia di Gilbert M. 'Broncho Billy' Anderson (1909)
- Ten Nights in a Barroom, regia di Gilbert M. 'Broncho Billy' Anderson (1909)
- The Little Peacemaker (1909)
- A Hustling Advertiser, regia di Gilbert M. 'Broncho Billy' Anderson (1909)
- The Curse of Cocaine (1909)
- The Slavey, regia di Gilbert M. 'Broncho Billy' Anderson (1909)
- The Policeman's Romance, regia di Gilbert M. 'Broncho Billy' Anderson (1909)
- The Black Sheep, regia di Gilbert M. 'Broncho Billy' Anderson (1909)
- Which Is Which? (1909)
- The New Cop, regia di Gilbert M. 'Broncho Billy' Anderson (1909)
- The Romance of a Stranded Actress (1909)
- The Tramp Story (1909)
- A Case of Seltzer, regia di Gilbert M. 'Broncho Billy' Anderson (1909)
- The Mustard Plaster, regia di Gilbert M. 'Broncho Billy' Anderson (1909)
- Much Ado About Nothing (1909)
- A Maid of the Mountains, regia di Gilbert M. 'Broncho Billy' Anderson (1909)
- Wonders of Nature (1909)
- On Another Man's Pass, regia di Gilbert M. 'Broncho Billy' Anderson (1909)
- My Wife's Gone to the Country (Hooray! Hooray!) (1909)
- Sleepy Jim, regia di Gilbert M. 'Broncho Billy' Anderson (1909)
- Justified, regia di Tom Ricketts (1909)
- Three Reasons for Haste, regia di Gilbert M. 'Broncho Billy' Anderson (1909)
- A Case of Tomatoes, regia di Gilbert M. 'Broncho Billy' Anderson (1909)
- Taft in Chicago, and at the Ball Game (1909)
- Gratitude, regia di Tom Ricketts (1909)
- The Brothers (1909)
- The Magic Melody (1909)
- A Birthday Affair (1909)
- The Twelfth Juror (1909)
- The Widow, regia di Gilbert M. 'Broncho Billy' Anderson (1909)
- A Woman's Wit, regia di Tom Ricketts (1909)
- Pittsburgh-Detroit Ball Game (1909)
- Maud Muller, regia di Tom Ricketts (1909)
- A Bachelor's Love Affair (1909)
- The Game, regia di Tom Ricketts (1909)
- The Personal Conduct of Henry (1909)
- A Mislaid Baby (1909)
- The Best Man Wins, regia di Gilbert M. 'Broncho Billy' Anderson (1909)
- On the Wrong Scent (1909)
- A Lady's Purse (1909)
- Judgment, regia di Gilbert M. 'Broncho Billy' Anderson (1909)
- Two Sides to a Story (1909)
- Baby Swallows a Nickel (1909)
- His Reformation, regia di Gilbert M. 'Broncho Billy' Anderson (1909)
- The Bachelor and the Maid (1909)
- A Pair of Slippers (1909)
- The Ranchman's Rival, regia di Gilbert M. 'Broncho Billy' Anderson (1909)
- An Amateur Holdup (1909)
- A Female Reporter (1909)
- The Spanish Girl, regia di Gilbert M. 'Broncho Billy' Anderson (1909)
- Object: Matrimony
- A Kiss in the Dark (1909)
- The Heart of a Cowboy, regia di Gilbert M. 'Broncho Billy' Anderson (1909)
- The Policeman's Revolver (1909)
- Jack's Birthday (1909)

## 1911
- Gay, Gay, Let Us Be Married
- The Redeemed Criminal (1911)
- The Count and the Cowboys, regia di Gilbert M. 'Broncho Billy' Anderson (1911)
- The Sophomore's Romance (1911)
- The Girl of the West, regia di Gilbert M. 'Broncho Billy' Anderson (1911)
- His Master's Son (1911)
- The Border Ranger, regia di Gilbert M. 'Broncho Billy' Anderson (1911)
- A Sin Unpardonable (1911)
- The Two Reformations, regia di Gilbert M. 'Broncho Billy' Anderson (1911)
- The Jilted Joker (1911)
- Hank and Lank: They Make a Mash, regia di Gilbert M. 'Broncho Billy' Anderson (1911)
- Carmenita the Faithful, regia di Gilbert M. 'Broncho Billy' Anderson (1911)
- Ten Words for Twenty-Five Cents (1911)
- A Woman's Voice (1911)
- The Bad Man's Downfall, regia di Gilbert M. 'Broncho Billy' Anderson (1911)
- Getting Sister Married (1911)
- The Cattleman's Daughter, regia di Gilbert M. 'Broncho Billy' Anderson (1911)
- Their Wedding Gifts (1911)
- Just as the Clock Struck Nine (1911)
- The Outlaw and the Child, regia di Gilbert M. 'Broncho Billy' Anderson (1911)
- Taming a Tyrant (1911)
- On the Desert's Edge, regia di Gilbert M. 'Broncho Billy' Anderson (1911)
- The Little Drudge (1911)
- The Romance on 'Bar O', regia di Gilbert M. 'Broncho Billy' Anderson (1911)
- Oh, You Teacher! (1911)
- The Faithful Indian, regia di Gilbert M. 'Broncho Billy' Anderson (1911)
- Hans' Millions (1911)
- A Thwarted Vengeance, regia di Gilbert M. 'Broncho Billy' Anderson (1911)
- Lost: A Baby (1911)
- Getting His Own Back (1911)
- Across the Plains, co- regia di Gilbert M. 'Broncho Billy' Anderson e Thomas H. Ince (1911)
- Caught with the Goods (1911)
- The Sheriff's Chum, regia di Gilbert M. 'Broncho Billy' Anderson (1911)
- An Orphan's Plight (1911)
- The Bad Man's First Prayer, regia di Gilbert M. 'Broncho Billy' Anderson (1911)
- What Happened to Aunty (1911)
- Catching the Deep Sea Turtle (1911)
- The Indian Maiden's Lesson, regia di Gilbert M. 'Broncho Billy' Anderson (1911)
- The Two Mothers (1911)
- What a Woman Can Do, regia di Gilbert M. 'Broncho Billy' Anderson (1911)
- The Snare of the City (1911)
- The Bunco Game at Lizardhead, regia di Gilbert M. 'Broncho Billy' Anderson (1911)
- The Laundry Lady's Luck (1911)
- Holding His Own (1911)
- The Puncher's New Love, regia di Gilbert M. 'Broncho Billy' Anderson (1911)
- Wild Animals in Captivity (1911)
- Alkali Ike's Auto, regia di Gilbert M. 'Broncho Billy' Anderson (1911)
- The Atonement (1911)
- The Lucky Card, regia di Gilbert M. 'Broncho Billy' Anderson (1911)
- The Temptress (1911)
- The Infant at Snakeville, regia di Gilbert M. 'Broncho Billy' Anderson (1911)
- His Friend's Wife, regia di Harry McRae Webster (1911)
- Forgiven in Death, regia di Gilbert M. 'Broncho Billy' Anderson (1911)
- World's Most Daring Drivers (1911)
- The Tribe's Penalty, regia di Gilbert M. 'Broncho Billy' Anderson (1911)
- The Cat Came Back (1911)
- She Got the Money (1911)
- The Hidden Mine, regia di Gilbert M. 'Broncho Billy' Anderson (1911)
- The Baseball Star from Bingville (1911)
- An Old Man's Folly (1911)
- The Sheriff's Brother, regia di Gilbert M. 'Broncho Billy' Anderson (1911)
- Swat the Fly (1911)
- A Hungry Pair (1911)
- At the Break of Dawn, regia di Gilbert M. 'Broncho Billy' Anderson (1911)
- The Corporation and the Ranch Girl, regia di Gilbert M. 'Broncho Billy' Anderson (1911)
- Mustang Pete's Love Affair, regia di E. Mason Hopper (1911)
- The Rosary, regia di R.F. Baker (1911)
- The Backwoodsman's Suspicion, regia di Gilbert M. 'Broncho Billy' Anderson (1911)
- Her Dad the Constable, regia di R.F. Baker (1911)
- God's Inn by the Sea, regia di R.F. Baker (1911)
- The Outlaw Samaritan, regia di Gilbert M. 'Broncho Billy' Anderson (1911)
- Mr. Wise, Investigator, regia di E. Mason Hopper (1911)
- Five Bold, Bad Men (1911)
- The Clown's Baby (1911)
- The Two Fugitives, regia di Gilbert M. 'Broncho Billy' Anderson (1911)
- A Fight for Justice (1911)
- Tommy, the Canvasser (1911)
- The Spender Family (1911)
- The New Manager, regia di R.F. Baker (1911)
- The Two-Gun Man (1911)
- Love in the Hills (1911)
- The Gordian Knot, regia di R.F. Baker (1911)
- A Pal's Oath, regia di Gilbert M. 'Broncho Billy' Anderson (1911)
- The Tramp Artist
- Judge Simpkins' Summer Court
- Live, Love and Believe (1911)
- For He's a Jolly Good Fellow (1911)
- The Ranchman's Son, regia di Arthur Mackley (1911)
- Summer Babies documentario (1911)
- Gossiping Yapville (1911)
- Fate's Funny Frolic, regia di R.F. Baker (1911)
- Spike Shannon's Last Fight, regia di Gilbert M. 'Broncho Billy' Anderson (1911)
- The Playwright (1911)
- Putting It Over (1911)
- Miss Chatterer's Experience (1911)
- A Western Girl's Sacrifice, regia di Gilbert M. 'Broncho Billy' Anderson (1911)
- The Diamond Gang (1911)
- The Dark Romance of a Tobacco Tin (1911)
- Never Believe in Signs (1911)
- The Wrong Glove (1911)
- Broncho Bill's Last Spree, regia di Gilbert M. 'Broncho Billy' Anderson (1911)
- Two Men and a Girl (1911)
- The Puncher's Law, regia di Gilbert M. 'Broncho Billy' Anderson (1911)
- The Burglarized Burglar, regia di R.F. Baker (1911)
- The Millionaire and the Squatter, regia di Gilbert M. 'Broncho Billy' Anderson (1911)
- Saved from the Torrents (1911)
- Everybody's Troubles (1911)
- All on Account of the Porter (1911)
- An Indian's Sacrifice, regia di Gilbert M. 'Broncho Billy' Anderson (1911)
- Lost Years, regia di Richard Foster Baker (1911)
- The Power of Good, regia di Gilbert M. 'Broncho Billy' Anderson (1911)
- When He Died (1911)
- The Strike at the Little Jonny Mine, regia di Gilbert M. 'Broncho Billy' Anderson (1911)
- Grandma (1911)
- Master Cupid, Detective (1911)
- The Sheriff's Decision, regia di Gilbert M. 'Broncho Billy' Anderson (1911)
- Town Hall, Tonight, regia di Gilbert M. 'Broncho Billy' Anderson (1911)
- Reparation (1911)
- Get-Rich-Quick Hall and Ford (1911)
- The Deacon's Reward (1911)
- The Stage Driver's Daughter, regia di Gilbert M. 'Broncho Billy' Anderson (1911)
- A False Suspicion (1911)
- 'Tis Better to Have Loved and Lost (1911)
- Their Tiny Babies (1911)
- Dr. Bill's Patient (1911)
- A Western Redemption, regia di Gilbert M. 'Broncho Billy' Anderson (1911)
- The Tricked Trickster (1911)
- The Family Pet's Revenge (1911)
- Athletics vs. Giants in the World's Championship Baseball Series of 1911 (1911)
- Too Many Engagements (1911)
- Pals (1911)
- The Forester's Plea, regia di Gilbert M. 'Broncho Billy' Anderson (1911)
- Outwitting Papa, regia di Gilbert M. 'Broncho Billy' Anderson (1911)
- The Right John Smith (1911)
- Hi Feathertop at the Fair (1911)
- Bill Bumper's Bargain (1911)
- The Outlaw Deputy, regia di Gilbert M. 'Broncho Billy' Anderson (1911)
- He Fought for the U.S.A. (1911)
- Showing Uncle (1911)
- Gee Whiz (1911)
- The Empty Saddle (1911)
- The Girl Back East, regia di Gilbert M. 'Broncho Billy' Anderson (1911)
- Hubby's Scheme, regia di Gilbert M. 'Broncho Billy' Anderson (1911)
- President Taft at San Francisco (1911)
- The Point of View (1911)
- Excess Baggage (1911)
- A Cattle Rustler's Father, regia di Arthur Mackley (1911)
- Too Much Turkey (1911)
- Old Fidelity (1911)
- At the Stroke of Twelve (1911)
- The Desert Claim, regia di Arthur Mackley (1911)
- A Football Hero (1911)
- 'Twas Ever Thus (1911)
- Little Red Riding Hood (1911)
- The Quinceville Raffle (1911)
- The Girl in the Taxi (1911)
- The Mountain Law, regia di Gilbert M. 'Broncho Billy' Anderson (1911)
- The Madman (1911)
- Papa's Letter, regia di Arthur Mackley (1911)
- The Long Strike (1911)
- Stray Bullets (1911)
- Getting Even with Emily (1911)
- A Frontier Doctor, regia di Arthur Mackley (1911)
- The First Man (1911)
- The Hack & Schmidt Bout (1911)
- A Polished Burglar (1911)
- The Goodfellow's Christmas Eve (1911)
- The Cowboy Coward, regia di Gilbert M. 'Broncho Billy' Anderson (1911)
- The Three Bears (1911)
- Winning an Heiress (1911)
- The Foiling of Red Dugan (1911)
- The Millionaire Barber (1911)
- Broncho Billy's Christmas Dinner, regia di Gilbert M. 'Broncho Billy' Anderson (1911)
- A Story of the West (1911)
- For Memory's Sake (1911)
- A Bird in the Hand (1911)
- Broncho Billy's Adventure, regia di Gilbert M. 'Broncho Billy' Anderson (1911)

## 1912
- Daydream of a Photoplay Artist – cortometraggio (1912)
- The Mail Order Wife – cortometraggio (1912)
- The Valley of Regrets – cortometraggio (1912)
- For the Love of Mike – cortometraggio (1912)
- A Child of the West, regia di Gilbert M. 'Broncho Billy' Anderson – cortometraggio (1912)
- A Hen House Hero – cortometraggio (1912)
- The Tenderfoot Foreman, regia di Gilbert M. 'Broncho Billy' Anderson – cortometraggio (1912)
- A Ragtime Love Affair – cortometraggio (1912)
- The Sheepman's Escape, regia di Gilbert M. 'Broncho Billy' Anderson – cortometraggio (1912)
- The Old Florist – cortometraggio (1912)
- Dad's Watch – cortometraggio (1912)
- The Little Poet – cortometraggio (1912)
- The Loafer, regia di Arthur Mackley – cortometraggio (1912)
- Widow Jenkins' Admirers, regia di Gilbert M. 'Broncho Billy' Anderson – cortometraggio (1912)
- Alias Billy Sargent – cortometraggio (1912)
- Economy – cortometraggio (1912)
- Dooley's Reward – cortometraggio (1912)
- The Oath of His Office, regia di Gilbert M. 'Broncho Billy' Anderson – cortometraggio (1912)
- A Brother's Error – cortometraggio (1912)
- The Grip Snatcher – cortometraggio (1912)
- The Hospital Baby – cortometraggio (1912)
- Broncho Billy and the Schoolmistress, regia di Gilbert M. 'Broncho Billy' Anderson – cortometraggio (1912)
- Alkali Ike's Love Affair, regia di Gilbert M. 'Broncho Billy' Anderson – cortometraggio (1912)
- The Melody of Love – cortometraggio (1912)
- Her Boys – cortometraggio (1912)
- The Deputy and the Girl, regia di Gilbert M. 'Broncho Billy' Anderson – cortometraggio (1912)
- Tracked Down – cortometraggio (1912)
- There's Many a Slip – cortometraggio (1912)
- The Wife of a Genius – cortometraggio (1912)
- The Prospector's Legacy, regia di Gilbert M. 'Broncho Billy' Anderson – cortometraggio (1912)
- The Biter Bitten, regia di Gilbert M. 'Broncho Billy' Anderson – cortometraggio (1912)
- Curiosity, regia di Arthur Mackley – cortometraggio (1912)
- The 'Lemon', regia di Archer MacMackin – cortometraggio (1912)
- The Little Black Box – cortometraggio (1912)
- A Western Kimona, regia di Gilbert M. 'Broncho Billy' Anderson e da E. Mason Hopper – cortometraggio (1912)
- Positive Proof – cortometraggio (1912)
- Her Masterful Man, regia di Archer MacMackin – cortometraggio (1912)
- Do Dreams Come True? – cortometraggio (1912)
- The Ranch Girl's Mistake, regia di Gilbert M. 'Broncho Billy' Anderson – cortometraggio (1912)
- Amore che salva (The Turning Point) – cortometraggio (1912)
- Getting a Hired Girl – cortometraggio (1912)
- Trombone Tommy – cortometraggio (1912)
- The Baby of the Boarding House – cortometraggio (1912)
- A Romance of the West, regia di Arthur Mackley – cortometraggio (1912)
- A Ranch Widower's Daughters, regia di Gilbert M. 'Broncho Billy' Anderson – cortometraggio (1912)
- A Flurry in Furniture – cortometraggio (1912)
- The Loan Shark – cortometraggio (1912)
- The Bandit's Child, regia di Gilbert M. 'Broncho Billy' Anderson – cortometraggio (1912)
- Out of the Depths – cortometraggio (1912)
- Cupid's Leap Year Pranks – cortometraggio (1912)
- A Record Romance – cortometraggio (1912)
- The Deputy's Love Affair, regia di Gilbert M. 'Broncho Billy' Anderson – cortometraggio (1912)
- Alkali Ike Bests Broncho Billy, regia di Gilbert M. 'Broncho Billy' Anderson – cortometraggio (1912)
- At the End of the Trail – cortometraggio (1912)
- When a Man's Married – cortometraggio (1912)
- An Arizona Escapade, regia di Gilbert M. 'Broncho Billy' Anderson – cortometraggio (1912)
- Cured – cortometraggio (1912)
- A Lucky Mix-Up – cortometraggio (1912)
- Teaching a Liar a Lesson, regia di Archer MacMackin – cortometraggio (1912)
- A Road Agent's Love, regia di Gilbert M. 'Broncho Billy' Anderson – cortometraggio (1912)
- Broncho Billy and the Girl, regia di Gilbert M. 'Broncho Billy' Anderson – cortometraggio (1912)
- All in the Family – cortometraggio (1912)
- Lonesome Robert – cortometraggio (1912)
- Under Mexican Skies, regia di Gilbert M. 'Broncho Billy' Anderson – cortometraggio (1912)
- The Clue – cortometraggio (1912)
- Sam Simpkins, Sleuth – cortometraggio (1912)
- The Rivals – cortometraggio (1912)
- The Cattle King's Daughter, regia di Gilbert M. 'Broncho Billy' Anderson – cortometraggio (1912)
- Alkali Ike's Boarding House, regia di Gilbert M. 'Broncho Billy' Anderson (1912)
- The Doctor – cortometraggio (1912)
- Our Neighbor's Wife – cortometraggio (1912)
- The Indian and the Child, regia di Gilbert M. 'Broncho Billy' Anderson – cortometraggio (1912)
- Napatia, the Greek Singer – cortometraggio (1912)
- His Thrifty Wife – cortometraggio (1912)
- The Chauffeur, the Girl and the Cop – cortometraggio (1912)
- Broncho Billy and the Bandits, regia di Gilbert M. 'Broncho Billy' Anderson – cortometraggio (1912)
- Alkali Ike's Bride, regia di Gilbert M. 'Broncho Billy' Anderson – cortometraggio (1912)
- In Quarantine – cortometraggio (1912)
- Out of the Night – cortometraggio (1912)
- The Dead Man's Claim, regia di Gilbert M. 'Broncho Billy' Anderson – cortometraggio (1912)
- The Eye That Never Sleep – cortometraggio (1912)
- A Soul Reclaimed – cortometraggio (1912)
- After the Reward, regia di Archer MacMackin – cortometraggio (1912)
- The Sheriff and His Man, regia di Gilbert M. 'Broncho Billy' Anderson – cortometraggio (1912)
- A Western Legacy, regia di Gilbert M. 'Broncho Billy' Anderson – cortometraggio (1912)
- A Good Catch – cortometraggio (1912)
- Detective Dorothy – cortometraggio (1912)
- The Desert Sweetheart, regia di Gilbert M. 'Broncho Billy' Anderson – cortometraggio (1912)
- Margaret's Awakening – cortometraggio (1912)
- The White Hope – cortometraggio (1912)
- The Laurel Wreath of Fame – cortometraggio (1912)
- Broncho Billy's Bible, regia di Gilbert M. 'Broncho Billy' Anderson – cortometraggio (1912)
- The Legacy of Happiness – cortometraggio (1912)
- Billy Changes His Mind – cortometraggio (1912)
- A Child of the Purple Sage, regia di Gilbert M. 'Broncho Billy' Anderson – cortometraggio (1912)
- The Mis-Sent Letter – cortometraggio (1912)
- The Honeybugs' First Quarrel – cortometraggio (1912)
- The Passing Shadow – cortometraggio (1912)
- Western Hearts, regia di Gilbert M. 'Broncho Billy' Anderson – cortometraggio (1912)
- Broncho Billy's Gratitude, regia di Gilbert M. 'Broncho Billy' Anderson – cortometraggio (1912)
- Return of William Marr – cortometraggio (1912)
- Derby Day at Churchill Downs – cortometraggio, documentario (1912)
- The Foreman's Cousin, regia di Gilbert M. 'Broncho Billy' Anderson – cortometraggio (1912)
- Billy and the Butler – cortometraggio (1912)
- A Guardian's Luck – cortometraggio (1912)
- Springing a Surprise – cortometraggio (1912)
- Broncho Billy and the Indian Maid, regia di Gilbert M. 'Broncho Billy' Anderson – cortometraggio (1912)
- On the Cactus Trail, regia di Gilbert M. 'Broncho Billy' Anderson – cortometraggio (1912)
- White Roses – cortometraggio (1912)
- The Butterfly Net, regia di Archer MacMackin – cortometraggio (1912)
- Broncho Billy's Narrow Escape, regia di Gilbert M. 'Broncho Billy' Anderson – cortometraggio (1912)
- Signal Lights – cortometraggio (1912)
- Pa Trubell's Troubles – cortometraggio (1912)
- Down Jayville Way – cortometraggio (1912)
- A Story of Montana, regia di Gilbert M. 'Broncho Billy' Anderson – cortometraggio (1912)
- The Smuggler's Daughter, regia di Gilbert M. 'Broncho Billy' Anderson – cortometraggio (1912)
- Cupid's Quartette – cortometraggio (1912)
- Hearts of Men – cortometraggio (1912)
- A Wife of the Hills, regia di Gilbert M. 'Broncho Billy' Anderson – cortometraggio (1912)
- The Understudy, regia di Archer MacMackin – cortometraggio (1912)
- Mr. Tibbs' Cinderella – cortometraggio (1912)
- Twins – cortometraggio (1912)
- A Moonshiner's Heart, regia di Gilbert M. 'Broncho Billy' Anderson – cortometraggio (1912)
- Broncho Billy's Pal, regia di Gilbert M. 'Broncho Billy' Anderson – cortometraggio (1912)
- Her Hour of Triumph, regia di Archer MacMackin – cortometraggio (1912)
- The Browns Have Visitors – cortometraggio (1912)
- The Loafer's Mother, regia di Arthur Mackley – cortometraggio (1912)
- The New Church Organ, regia di Archer MacMackin – cortometraggio (1912)
- The Old Wedding Dress – cortometraggio (1912)
- The Tale of a Cat – cortometraggio (1912)
- The Little Sheriff, regia di Gilbert M. 'Broncho Billy' Anderson – cortometraggio (1912)
- Broncho Billy's Last Hold-Up, regia di Gilbert M. 'Broncho Billy' Anderson – cortometraggio (1912)
- An Adamless Eden – cortometraggio (1912)
- The Magic Wand, regia di Theodore Wharton (1912)
- On the Moonlight Trail, regia di Arthur Mackley (1912)
- The Return of Becky (1912)
- A Corner in Whiskers (1912)
- Her Adopted Father (1912)
- Broncho Billy's Escapade, regia di Gilbert M. 'Broncho Billy' Anderson (1912)
- Alkali Ike Plays the Devil, regia di Gilbert M. 'Broncho Billy' Anderson (1912)
- Three to One (1912)
- The Hermit (1912)
- Broncho Billy for Sheriff, regia di Gilbert M. 'Broncho Billy' Anderson (1912)
- The Voice of Conscience, regia di Theodore Wharton (1912)
- Back to the Old Farm (1912)
- The Wildman (1912)
- Twilight (1912)
- The Ranchman's Trust, regia di Gilbert M. 'Broncho Billy' Anderson (1912)
- A Woman of Arizona, regia di Arthur Mackley (1912)
- The Listener's Lesson (1912)
- Billy McGrath's Love Letters (1912)
- Broncho Billy Outwitted, regia di Gilbert M. 'Broncho Billy' Anderson (1912)
- The Fall of Montezuma, regia di Harry McRae Webster (1912)
- Neptune's Daughter, regia di Theodore Wharton (1912)
- The Mixed Sample Trunks (1912)
- The Love Test (1912)
- Alkali Ike's Pants, regia di Gilbert M. 'Broncho Billy' Anderson (1912)
- Across the Broad Pacific (1912)
- The Adventure of the Button (1912)
- A Little Louder, Please! (1912)
- An Indian Sunbeam, regia di Gilbert M. 'Broncho Billy' Anderson (1912)
- Ghosts (1912)
- Well Matched (1912)
- The Redemption of Slivers (1912)
- Terrible Teddy (1912)
- Love on Tough Luck Ranch, regia di Arthur Mackley (1912)
- Alkali Ike Stung!, regia di Gilbert M. 'Broncho Billy' Anderson (1912)
- The Rebellion of Mandy (1912)
- The End of the Feud, regia di Theodore Wharton (1912)
- Not on the Circus Program (1912)
- The Shotgun Ranchman, regia di Arthur Mackley (1912)
- A Mistaken Calling (1912)
- The Grassville Girls (1912)
- The Snare, regia di Theodore Wharton (1912)
- The Warning Hand (1912)
- The Outlaw's Sacrifice, regia di Arthur Mackley (1912)
- The Tomboy on Bar Z, regia di Gilbert M. 'Broncho Billy' Anderson (1912)
- Bringing Father Around (1912)
- The Thrifty Parson (1912)
- Sunshine, regia di Theodore Wharton (1912)
- The Ranch Girl's Trial, regia di Gilbert M. 'Broncho Billy' Anderson (1912)
- Miss Simkins' Summer Boarder (1912)
- The Letter (1912)
- The Fisherman's Luck (1912)
- The Moving Finger (1912)
- The Mother of the Ranch, regia di Arthur Mackley (1912)
- Chains, regia di Archer MacMackin (1912)
- A Money? (1912)
- Alimony (1912)
- The Ranchman's Anniversary, regia di Arthur Mackley (1912)
- When Wealth Torments (1912)
- An Indian's Friendship, regia di Gilbert M. 'Broncho Billy' Anderson (1912)
- From the Submerged, regia di Theodore Wharton (1912)
- The House of Pride, regia di Jack Conway (1912)
- Cutting California Redwoods, regia di Gilbert M. 'Broncho Billy' Anderson (1912)
- Mr. Up's Trip Tripped Up (1912)
- Alkali Ike's Close Shave, regia di Gilbert M. 'Broncho Billy' Anderson (1912)
- The Dance at Silver Gulch, regia di Arthur Mackley (1912)
- The Scheme (1912)
- Billy McGrath's Art Career (1912)
- The Penitent (1912)
- Broncho Billy's Heart, regia di Gilbert M. 'Broncho Billy' Anderson (1912)
- Mr. Hubby's Wife (1912)
- The Stain (1912)
- The Boss of the Katy Mine, regia di Arthur Mackley (1912)
- The Iron Heel, regia di Archer MacMackin (1912)
- Broncho Billy's Mexican Wife, regia di Gilbert M. 'Broncho Billy' Anderson (1912)
- Western Girls, regia di Gilbert M. 'Broncho Billy' Anderson (1912)
- Almost a Man (1912)
- Football Days at Cornell, regia di Theodore Wharton (1912)
- The Supreme Test (1912)
- Broncho Billy's Love Affair, regia di Gilbert M. 'Broncho Billy' Anderson (1912)
- The Shadow of the Cross (1912)
- Time Flies (1912)
- The Prospector, regia di Arthur Mackley (1912)
- The Error of Omission – cortometraggio (1912)
- Alkali Ike's Motorcycle, regia di Gilbert M. 'Broncho Billy' Anderson (1912)
- The Virtue of Rags, regia di Theodore Wharton (1912)
- His Birthday Jacket (1912)
- The Sheriff's Luck, regia di Arthur Mackley (1912)
- Giuseppe's Good Fortune (1912)
- Broncho Billy's Promise, regia di Gilbert M. 'Broncho Billy' Anderson (1912)
- The Sheriff's Inheritance, regia di Arthur Mackley (1912)
- The Cat's Paw (1912)
- Love Through a Lens (1912)
- Bill Mixes with His Relations (1912)
- The Reward for Broncho Billy, regia di Gilbert M. 'Broncho Billy' Anderson (1912)
- Requited Love (1912)

## 1913
- Seeing Is Believing (1913)
- Little Ned, regia di Theodore Wharton (1913)
- The Miner's Request, regia di Arthur Mackley (1913)
- When Soul Meets Soul, regia di Norman MacDonald (1913)
- Broncho Billy and the Maid, regia di Gilbert M. 'Broncho Billy' Anderson (1913)
- The Heiress (1913)
- Here's Your Hat (1913)
- Alkali Ike in Jayville, regia di E. Mason Hopper (1913)
- Jimmy (1913)
- Broncho Billy and the Outlaw's Mother, regia di Gilbert M. 'Broncho Billy' Anderson (1913)
- China and the Chinese (1913)
- The Girl at the Brook  (1913)
- The Road of Transgression (1913)
- What George Did (1913)
- Broncho Billy's Brother, regia di Gilbert M. 'Broncho Billy' Anderson (1913)
- The Thirteenth Man (1913)
- The Sheriff's Child, regia di Arthur Mackley (1913)
- The Laird of McGillicuddy (1913)
- The Farmer's Daughter (1913)
- Broncho Billy's Gun Play, regia di Gilbert M. 'Broncho Billy' Anderson (1913)
- The Voice of Giuseppe (1913)
- The Melburn Confession (1913)
- The Sheriff's Story, regia di Arthur Mackley (1913)
- Hypnotism in Hicksville (1913)
- The Making of Broncho Billy, regia di Gilbert M. 'Broncho Billy' Anderson (1913)
- The Ranchman's Blunder, regia di Arthur Mackley (1913)
- Love and Lavallieres (1913)
- Don't Lie to Your Husband (1913)
- The Broken Heart, regia di Harry McRae Webster (1913)
- Broncho Billy's Last Deed, regia di Gilbert M. 'Broncho Billy' Anderson (1913)
- Odd Knotts – cortometraggio (1913)
- The Girl in the Case (1913)
- Across the Great Divide, regia di Arthur Mackley (1913)
- The Three Queens (1913)
- Broncho Billy's Ward, regia di Gilbert M. 'Broncho Billy' Anderson (1913)
- Bound to Occur (1913)
- Where the Mountains Meet, regia di Arthur Mackley (1913)
- Teaching Hickville to Sing (1913)
- Identical Identities (1913)
- Broncho Billy and the Sheriff's Kid, regia di Gilbert M. 'Broncho Billy' Anderson (1913)
- The Western Law That Failed, regia di Arthur Mackley (1913)
- The Gum Man (1913)
- Lady Audley's Jewels (1913)
- The Swag of Destiny (1913)
- The Influence of Broncho Billy, regia di Gilbert M. 'Broncho Billy' Anderson (1913)
- Billy McGrath on Broadway (1913)
- The Discovery (1913)
- A Montana Mix-Up, regia di Arthur Mackley (1913)
- The Hand of Fate (1913)
- A Mistaken Accusation (1913)
- Broncho Billy and the Squatter's Daughter, regia di Gilbert M. 'Broncho Billy' Anderson (1913)
- A Bottle of Musk (1913)
- The Misjudging of Mr. Hubby (1913)
- Old Gorman's Gal, regia di Arthur Mackley (1913)
- An Old, Old Song (1913)
- Broncho Billy and the Step-Sisters, regia di Gilbert M. 'Broncho Billy' Anderson (1913)
- The Housekeeper of Circle C, regia di Arthur Mackley (1913)
- Finnegan – cortometraggio (1913)
- The Tale of a Clock – cortometraggio (1913)
- The Pathway of Years – cortometraggio (1913)
- Broncho Billy's Sister, regia di Gilbert M. 'Broncho Billy' Anderson (1913)
- The Sheriff's Honeymoon, regia di Arthur Mackley (1913)
- The Scratch – cortometraggio (1913)
- The Trail of the Itching Palm (1913)
- The Hero Coward, regia di Theodore Wharton (1913)
- Broncho Billy's Gratefulness, regia di Gilbert M. 'Broncho Billy' Anderson (1913)
- The Spy's Defeat, regia di Harry McRae Webster (1913)
- The Sheriff's Son, regia di Arthur Mackley (1913)
- Omaha, Nebraska Tornado (1913)
- Ohio Floods (1913)
- The Price of Gold, regia di Arthur Mackley (1913)
- The Will-Be Weds (1913)
- A Wolf Among Lambs (1913)
- Broncho Billy's Way, regia di Gilbert M. 'Broncho Billy' Anderson (1913)
- The Wardrobe Lady (1913)
- The Sheriff's Wife, regia di Arthur Mackley (1913)
- Found Out (1913)
- The Little Mother (1913)
- Broncho Billy's Reason, regia di Gilbert M. 'Broncho Billy' Anderson (1913)
- The Accusation of Broncho Billy, regia di Gilbert M. 'Broncho Billy' Anderson (1913)
- The Capture, regia di E. Mason Hopper – cortometraggio (1913)
- The Unknown (1913)
- The Crossing Policeman (1913)
- Alkali Ike's Homecoming, regia di Gilbert M. 'Broncho Billy' Anderson (1913)
- The Unburied Past (1913)
- The Rival Salesmen (1913)
- City of Mexico (1913)
- The Deacon's Dilemma – cortometraggio (1913)
- Broncho Billy and the Rustler's Child, regia di Gilbert M. 'Broncho Billy' Anderson (1913)
- Cousin Jane (1913)
- Cousin Bill (1913)
- The Story the Desert Told, regia di Arthur Mackley (1913)
- A Child's Precaution (1913)
- The Crazy Prospector, regia di Gilbert M. 'Broncho Billy' Anderson (1913)
- A Tango Tangle (1913)
- The Prophecy (1913)
- Two Western Paths, regia di Arthur Mackley (1913)
- A Woman's Way (1913)
- Alkali Ike's Mother-in-Law, regia di Gilbert M. 'Broncho Billy' Anderson (1913)
- The Ranch Girl's Partner, regia di Arthur Mackley (1913)
- The Same Old Story – cortometraggio (1913)
- Boosting Business (1913)
- Two Social Calls (1913)
- Broncho Billy's Grit, regia di Gilbert M. 'Broncho Billy' Anderson (1913)
- Into the North, regia di Theodore Wharton (1913)
- Buster Brown, Tige and Their Creator, R.F. Outcault – cortometraggio (1913)
- The Letter's Mission (1913)
- A Widow of Nevada, regia di Arthur Mackley (1913)
- Jealousy (1913)
- Broncho Billy and the Express Rider, regia di Gilbert M. 'Broncho Billy' Anderson (1913)
- The New Sheriff, regia di Arthur Mackley (1913)
- On the Job (1913)
- Their Baby (1913)
- The Good in the Worst of Us (1913)
- Alkali Ike's Misfortunes, regia di Gilbert M. 'Broncho Billy' Anderson (1913)
- Let No Man Put Asunder (1913)
- The Value of Mothers-in-Law (1913)
- The Last Shot, regia di Jess Robbins (1913)
- Phillip March's Engagement (1913)
- Broncho Billy's Capture, regia di Gilbert M. 'Broncho Billy' Anderson (1913)
- The Final Judgment, regia di Archer MacMackin (1913)
- The Shadowgraph Message, regia di Jess Robbins (1913)
- The Star – cortometraggio (1913)
- Cinderella's Gloves – cortometraggio (1913)
- The Mysterious Stranger (1913)
- The Ranch Feud, regia di Gilbert M. 'Broncho Billy' Anderson (1913)
- Anonymous Love (1913)
- Hilda Wakes (1913)
- The Rustler's Spur, regia di Jess Robbins (1913)
- Fear (1913)
- A Brother's Loyalty, regia di Theodore Wharton (1913)
- Alkali Ike and the Hypnotist, regia di Gilbert M. 'Broncho Billy' Anderson (1913)
- Across the Rio Grande, regia di Jess Robbins (1913)
- Easy Payments (1913)
- The Divided House (1913)
- Witness 'A-3 Center' (1913)
- Broncho Billy's Strategy, regia di Gilbert M. 'Broncho Billy' Anderson (1913)
- The Drummer's Umbrella – cortometraggio (1913)
- Re-Tagged (1913)
- The Strongest Link (1913)
- The Life We Live, regia di Arthur Mackley (1913)
- What's the Matter with Father? (1913)
- At the Lariat's End, regia di Jess Robbins (1913)
- The Forbidden Way (1913)
- The Daughter of the Sheriff, regia di Arthur Mackley (1913)
- The Outer Shell (1913)
- A Flurry in Diamonds (1913)
- The Sign (1913)
- Broncho Billy and the Western Girls, regia di Gilbert M. 'Broncho Billy' Anderson (1913)
- When Ignorance Is Bliss (1913)
- Something Rotten in Havana (1913)
- The Great Raymond (1913)
- The Heart of a Gambler, regia di Jess Robbins (1913)
- Every Thief Leaves a Clue (1913)
- The Two Ranchmen, regia di Arthur Mackley (1913)
- Tapped Wires, regia di Theodore Wharton (1913)
- The Rose of Sharon (1913)
- The Dance at Eagle Pass, regia di Lloyd Ingraham (1913)
- The Browns Study Astrology (1913)
- Building the Chattanooga Light and Power Dam (1913)
- Making Good (1913
- Broncho Billy and the Schoolmam's Sweetheart, regia di Gilbert M. 'Broncho Billy' Anderson (1913)
- The Call of the Plains, regia di Arthur Mackley (1913)
- Bread Upon the Waters (1913)
- Tit for Tat (1913)
- Through the Cumberland Mountains, Tennessee (1913)
- Such Is Life (1913)
- His Wife's Friends (1913)
- The Tenderfoot Sheriff, regia di Gilbert M. 'Broncho Billy' Anderson (1913)
- King Robert of Sicily (1913)
- Homespun (1913)
- Their Promise, regia di Jess Robbins (1913)
- The Incriminating Letter (1913)
- An Intimate Study of a Mole (1913)
- Rescuing Dave (1913)
- Mr. Rhye Reforms (1913)
- Broncho Billy and the Navajo Maid, regia di Gilbert M. 'Broncho Billy' Anderson (1913)
- The Edge of Things, regia di Lloyd Ingraham (1913)
- Up Lookout Mountain on the Electric Incline (1913)
- Good Night, Nurse – cortometraggio (1913)
- The World Above (1913)
- The Tramp Artist (1913)
- Judge Simpkins' Summer Court (1913)
- Alkali Ike's Gal, regia di Jess Robbins (1913)
- The Man in the Cabin, regia di Gilbert M. 'Broncho Billy' Anderson (1913)
- He Is a Jolly Good Fellow (1913)
- The Whip Hand, regia di Archer MacMackin (1913)
- The Accidental Bandit (1913)
- Making Hay with Modern Machinery (1913)
- The Sheriff of Cochise, regia di Lloyd Ingraham (1913)
- The Power of Conscience, regia di Theodore Wharton (1913)
- Broncho Billy's Mistake, regia di Gilbert M. 'Broncho Billy' Anderson (1913)
- The Love Theft (1913)
- What Cupid Did – cortometraggio (1913)
- His Athletic Wife (1913)
- The Episode at Cloudy Canyon, regia di Lloyd Ingraham (1913)
- Broken Threads United (1913)
- The Hermit of Lonely Gulch, regia di Theodore Wharton (1913)
- A Western Sister's Devotion, regia di Gilbert M. 'Broncho Billy' Anderson (1913)
- Stone the Woman (1913)
- Mr. Dippy Dipped – cortometraggio (1913)
- Hard Luck Bill (1913)
- While the Starlight Travels (1913)
- Broncho Billy's Conscience, regia di Gilbert M. 'Broncho Billy' Anderson (1913)
- Sunlight, regia di Theodore Wharton (1913)
- The Treater's Treat (1913)
- Bonnie of the Hills, regia di Lloyd Ingraham (1913)
- Grist to the Mill (1913)
- Broncho Billy Reforms, regia di Gilbert M. 'Broncho Billy' Anderson (1913)
- Women (1913)
- The Duck Raising Industry (1913)
- Sweet Revenge (1913)
- The Broken Parole, regia di Lloyd Ingraham (1913)
- The Right of Way, regia di Archer MacMackin (1913)
- The Redeemed Claim, regia di Gilbert M. 'Broncho Billy' Anderson (1913)
- For Old Time's Sake, regia di Theodore Wharton (1913)
- Love Incognito (1913)
- Days of the Pony Express, regia di Arthur Mackley (1913)
- In Convict Garb, regia di Harry McRae Webster (1913)
- Why Broncho Billy Left Bear Country, regia di Gilbert M. 'Broncho Billy' Anderson (1913)
- A Ray of God's Sunshine (1913)
- A Successful Failure (1913)
- The Belle of Siskiyou, regia di Lloyd Ingraham (1913)
- Tony, the Fiddler, regia di Theodore Wharton (1913)
- The Struggle, regia di Gilbert M. 'Broncho Billy' Anderson (1913)
- A Matter of Dress (1913)
- Dad's Insanity (1913)
- Love and the Law, regia di Lloyd Ingraham (1913)
- Dear Old Girl, regia di Theodore Wharton (1913)
- Broncho Billy's Oath, regia di Gilbert M. 'Broncho Billy' Anderson (1913)
- Three Scraps of Paper (1913)
- Their Waterloo (1913)
- A Borrowed Identity, regia di Lloyd Ingraham (1913)
- Broncho Billy Gets Square, regia di Gilbert M. 'Broncho Billy' Anderson (1913)
- Alkali Ike and the Wildman, regia di Gilbert M. 'Broncho Billy' Anderson (1913)
- The Way Perilous, regia di Archer MacMackin (1913)
- Day by Day – cortometraggio (1913)
- The Kid Sheriff, regia di Lloyd Ingraham (1913)
- The Love Lute of Romany, regia di Theodore Wharton (1913)
- Broncho Billy's Elopement, regia di Gilbert M. 'Broncho Billy' Anderson (1913)
- Thy Will Be Done (1913)
- Cupid and Three – cortometraggio (1913)
- Greed for Gold, regia di Lloyd Ingraham (1913)
- The Toll of the Marshes, regia di Archer MacMackin (1913)
- The Doctor's Duty, regia di Gilbert M. 'Broncho Billy' Anderson (1913)
- Quicksands of Sin (1913)
- Their Wives' Indiscretion (1913)
- The Rustler's Step-Daughter, regia di Lloyd Ingraham (1913)
- The Death Weight (1913)
- Broncho Billy's Secret, regia di Gilbert M. 'Broncho Billy' Anderson (1913)
- The Man Outside (1913)
- The Last Laugh, regia di Jess Robbins (1913)
- The New Schoolmarm of Green River, regia di Gilbert M. 'Broncho Billy' Anderson (1913)
- The Boomerang, regia di Harry McRae Webster (1913)
- The Lost Chord (1913)
- The Usual Way – cortometraggio (1913)
- The Cowboy Samaritan, regia di Lloyd Ingraham (1913)
- The End of the Circle, regia di Jess Robbins (1913)
- Broncho Billy's First Arrest, regia di Gilbert M. 'Broncho Billy' Anderson (1913)
- The Little Substitute (1913)
- Dollars, Pounds, Sense – cortometraggio (1913)
- The Naming of the Rawhide Queen, regia di Lloyd Ingraham (1913)
- The Brand of Evil, regia di Harry McRae Webster (1913)
- Sophie's Hero, regia di Jess Robbins (1913)
- Told by the Cards (1913)
- The Barter of Louisa (1913)
- Gid-Ap Napoleon (1913)
- From Out of the Diary (1913)
- Autumn Love (1913)
- Kitty's Knight, regia di Wallace Beery – cortometraggio (1913)
- A Romance of the Hills, regia di Lloyd Ingraham (1913)
- The Pay as You Enter Man (1913)
- Broncho Billy's Squareness, regia di Gilbert M. 'Broncho Billy' Anderson (1913)
- The Heart of the Law (1913)
- Smithy's Grandma Party (1913)
- Children of the Forest, regia di David Kirkland (1913)
- The Three Gamblers, regia di Gilbert M. 'Broncho Billy' Anderson (1913)
- Sophie's New Foreman, regia di Gilbert M. 'Broncho Billy' Anderson (1913)
- Life's Weaving (1913)
- Hello, Trouble – cortometraggio (1913)
- The Trail of the Snake Band, regia di Lloyd Ingraham (1913)
- The Stigma (1913)
- Broncho Billy's Christmas Deed, regia di Gilbert M. 'Broncho Billy' Anderson (1913)
- A Vagabond Cupid (1913)
- Glimpses of Rio de Janeiro (1913)
- At the Old Maid's Call (1913)
- That Pair from Thespia, regia di David Kirkland (1913)
- The Great Game (1913)
- A Snakeville Courtship, regia di David Kirkland (1913)
- The Ghost of Self (1913)
- When Love Is Young (1913)
- Having a Good Time (1913)
- Ascending Sugar Loaf Mountain (1913)

## 1914
- Through Trackless Sands, regia di Lloyd Ingraham (1914)
- The Ups and Downs (1914)
- The Showman, regia di E.H. Calvert (1914)
- Cheering a Husband (1914)
- The Awakening at Snakeville, regia di Jess Robbins (1914)
- The Redemption of Broncho Billy, regia di Gilbert M. 'Broncho Billy' Anderson (1914)
- Hearts and Flowers (1914)
- A Foot of Romance (1914)
- The Hills of Peace, regia di Lloyd Ingraham (1914)
- The Hour and the Man, regia di E.H. Calvert (1914)
- Snakeville's New Doctor, regia di Gilbert M. 'Broncho Billy' Anderson (1914)
- The Hand That Rocks the Cradle (1914)
- The Real Miss Loveleigh (1914)
- The Story of the Old Gun, regia di Lloyd Ingraham (1914)
- The Cast of the Die, regia di Jess Robbins (1914)
- Broncho Billy, Guardian, regia di Gilbert M. 'Broncho Billy' Anderson (1914)
- The Conqueror (1914)
- Looking for Trouble (1914)
- A Night on the Road, regia di Lloyd Ingraham (1914)
- Through the Storm (1914)
- Broncho Billy and the Bad Man, regia di Gilbert M. 'Broncho Billy' Anderson (1914)
- The Testing Fire, regia di Richard Travers (1914)
- Nearly Married (1914)
- What Came to Bar Q, regia di Lloyd Ingraham (1914)
- The Girl at the Curtain (1914)
- Broncho Billy and the Settler's Daughter, regia di Gilbert M. 'Broncho Billy' Anderson (1914)
- Broncho Billy and the Red Man, regia di Gilbert M. 'Broncho Billy' Anderson
- Dawn and Twilight (1914)
- Into Society and Out (1914)
- A Gambler's Way, regia di Lloyd Ingraham (non confermato) (1914)
- The Grip of Circumstance, regia di E.H. Calvert (1914)
- Speak No Evil (1914)
- Mongrel and Master (1914)
- Miss Milly's Valentine (1914)
- The Weaker's Strength, regia di Lloyd Ingraham (1914)
- Sophie Picks a Dead One, regia di Jess Robbins (1914)
- The Calling of Jim Barton, regia di Gilbert M. 'Broncho Billy' Anderson (1914)
- To Alaska Via the Great Rivers of the North (1914)
- One-to-Three (1914)
- Italian Love (1914)
- The Other Girl, regia di E.H. Calvert (1914)
- Snakeville's Fire Brigade (1914)
- Hear No Evil (1914)
- Mrs. Manly's Baby (1914)
- The Arm of Vengeance, regia di Lloyd Ingraham (1914)
- Let No Man Escape (1914)
- The Long Cold Night (1914)
- 'Presto' Willie, Magician (1914)
- The Conquest of Man, regia di Lloyd Ingraham (1914)
- Chains of Bondage (1914)
- Sophie's Birthday Party (1914)
- The Girl, the Cop, the Burglar (1914)
- The Counter-Melody (1914)
- The Warning, regia di Lloyd Ingraham (1914)
- Grass County Goes Dry (1914)
- The Interference of Broncho Billy, regia di Gilbert M. 'Broncho Billy' Anderson (1914)
- Oh, Doctor (1914)
- Luck in Odd Numbers (1914)
- Single Handed, regia di Lloyd Ingraham (1914)
- Shadows, regia di R.F. Baker (1914)
- A Hot Time in Snakeville, regia di Roy Clements (1914)
- The Love Route Via Pittman (1914)
- Bridget Bridges It (1914)
- The Atonement, regia di Lloyd Ingraham (1914)
- The Three Scratch Clue (1914)
- Broncho Billy's True Love, regia di Gilbert M. 'Broncho Billy' Anderson (1914)
- A Queer Quarantine (1914)
- The Fulfillment, regia di Henry MacRae (1914)
- Canning Industry in California (1914)
- Dan Cupid: Assayer, regia di David Kirkland (1914)
- The Wedding of Prudence (1914)
- The Coming of Sophie's 'Mama', regia di Roy Clements (1914)
- The Price of His Honor (1914)
- The Bargain Hunters (1914)
- Snakeville's New Sheriff, regia di Roy Clements (1914)
- In the Moon's Ray, regia di E.H. Calvert (1914)
- The Treachery of Broncho Billy's Pal, regia di Gilbert M. 'Broncho Billy' Anderson (1914)
- Pierre of the North (1914)
- And He Came Back (1914)
- High Life Hits Slippery Slim, regia di Roy Clements (1914)
- The Winner (1914)
- Broncho Billy and the Rattler, regia di Gilbert M. 'Broncho Billy' Anderson (1914)
- The Spirit of the Madonna (1914)
- Wrong All Around (1914)
- Slippery Slim and the Stork, regia di Roy Clements (1914)
- The Man for A' That (1914)
- Broncho Billy -- Gun-Man, regia di Gilbert M. 'Broncho Billy' Anderson (1914)
- Yarn a-Tangle (1914)
- Curing a Husband (1914)
- Pie for Sophie, regia di Roy Clements (1914)
- Seeds of Chaos, regia di Harry McRae Webster (1914)
- The Mystery of Room 643 (1914)
- Broncho Billy's Close Call, regia di Gilbert M. 'Broncho Billy' Anderson (1914)
- The Greater Love (1914)
- Making Him Over -- For Minnie (1914)
- A Snakeville Epidemic, regia di Roy Clements (1914)
- Broncho Billy's Sermon, regia di Gilbert M. 'Broncho Billy' Anderson (1914)
- In Real Life (1914)
- Three Little Powders (1914)
- Slippery Slim's Stratagem, regia di Roy Clements (1914)
- Ashes of Hope (1914)
- Broncho Billy's Leap, regia di Gilbert M. 'Broncho Billy' Anderson (1914)
- The Uneven Balance (1914)
- Actor Finney's Finish, regia di E. Mason Hopper (1914)
- A Snakeville Romance, regia di Jess Robbins (non confermato) (1914)
- The Voice in the Wilderness (1914)
- Red Riding Hood of the Hills, regia di Gilbert M. 'Broncho Billy' Anderson (1914)
- Blind Man's Bluff (1914)
- Pat Casey's Case (1914)
- Sophie Starts Something, regia di Roy Clements (1914)
- When the Lightning Struck (1914)
- Broncho Billy's Cunning, regia di Gilbert M. 'Broncho Billy' Anderson (1914)
- Blood Will Tell, regia di E.H. Calvert (1914)
- An Angel Unaware (1914)
- Beans (1914)
- Sophie Pulls a Good One, regia di Roy Clements (1914)
- The Elder Brother (1914)|
- Broncho Billy's Duty, regia di Gilbert M. 'Broncho Billy' Anderson (1914)
- The Good-for-Nothing, regia di Gilbert M. 'Broncho Billy' Anderson (1914)
- Jane (1914)
- This Is the Life (1914)
- The Snakeville Volunteer, regia di Roy Clements (1914)
- The Song in the Dark (1914)
- Broncho Billy and the Mine Shark, regia di Gilbert M. 'Broncho Billy' Anderson
- The Little 'He and She' (1914)
- The Fable of the Brash Drummer and the Nectarine, regia di George Ade (1914)
- The Wooing of Sophie, regia di Roy Clements (1914)
- Finger Prints (1914)
- Broncho Billy, Outlaw, regia di Gilbert M. 'Broncho Billy' Anderson (1914)
- The Countess (1914)
- The Epidemic (1914)
- Sophie Finds a Hero, regia di Roy Clements (1914)
- The Chasm (1914)
- Broncho Billy's Jealousy, regia di Gilbert M. 'Broncho Billy' Anderson (1914)
- The Daring Young Person (1914)
- The Fable of the 'Good Fairy' (1914)
- Sophie Gets Stung, regia di Roy Clements (1914)
- Trinkets of Tragedy (1914)
- Broncho Billy's Punishment, regia di Gilbert M. 'Broncho Billy' Anderson (1914)
- A Night with a Million (1914)
- A Boarding House Scramble (1914)
- Slippery Slim -- Diplomat, regia di Roy Clements (1914)
- The Night Hawks (1914)
- Broncho Billy and the Sheriff, regia di Gilbert M. 'Broncho Billy' Anderson (1914)
- Sweedie the Swatter (1914)
- At the Foot of the Hill (1914)
- The Fable of Napoleon and the Bumps, regia di George Ade (1914)
- Snakeville's New Waitress, regia di Roy Clements (1914)
- His Stolen Fortune (1914)
- One Wonderful Night, regia di E.H. Calvert (1914)
- Broncho Billy Puts One Over, regia di Gilbert M. 'Broncho Billy' Anderson (1914)
- Money Talks (1914)
- Mrs. Billington's First Case (1914)
- The Fable of Higher Education That Was Too High for the Old Man, regia di George Ade (1914)
- Slippery Slim's Inheritance, regia di Roy Clements (1914)
- A Letter from Home (1914)
- Broncho Billy and the Gambler, regia di Gilbert M. 'Broncho Billy' Anderson (1914)
- Sweedie and the Lord (1914)
- A Clash of Virtues (1914)
- The Fable of the Coming Champion Who Was Delayed, regia di George Ade (1914)
- Snakeville's Home Guard, regia di Roy Clements (1914)
- The Seventh Prelude – cortometraggio (1914)
- The Squatter's Gal, regia di Gilbert M. 'Broncho Billy' Anderson (1914)
- In and Out (1914)
- Her Trip to New York (1914)
- The Fable of the Busy Business Boy and the Droppers-In, regia di George Ade (1914)
- Slippery Slim's Dilemma, regia di Roy Clements (1914)
- The Motor Buccaneers (1914)
- Broncho Billy's Fatal Joke, regia di Gilbert M. 'Broncho Billy' Anderson (1914)
- Topsy-Turvy Sweedie (1914)
- Stopping the Limited, regia di Harry Mainhall (1914)
- The Fable of the Manoeuvres of Joel and Father's Second Time on Earth, regia di E. Mason Hopper (1914)
- Slippery Slim and His Tombstone, regia di Roy Clements (1914)
- A Gentleman of Leisure (1914)
- Broncho Billy Wins Out, regia di Gilbert M. 'Broncho Billy' Anderson (1914)
- Sweedie and the Double Exposure (1914)
- The Black Signal (1914)
- The Fable of the Two Mandolin Players and the Willing Performer (1914)
- Slippery Slim and the Claim Agent, regia di Roy Clements (1914)
- The Masked Wrestler, regia di E.H. Calvert (1914)
- Broncho Billy's Wild Ride, regia di Gilbert M. 'Broncho Billy' Anderson (1914)
- Ambushed (1914)
- Sweedie Springs a Surprise (1914)
- Two Men Who Waited, regia di E.H. Calvert (1914)
- The Fable of the Difference Between Learning and Learning How (1914)
- Slippery Slim and the Fortune Teller, regia di Roy Clements (1914)
- Seven Sealed Orders (1914)
- Broncho Billy's Indian Romance, regia di Gilbert M. 'Broncho Billy' Anderson (1914)
- The Indian Wars, regia di Vernon Day e Theodore Wharton (1914)
- Love and Soda, regia di E. Mason Hopper (1914)
- No. 28, Diplomat (1914)
- The Fable of the Regular Beanery and the Preachy Newcomer (1914)
- When Macbeth Came to Snakeville, regia di Roy Clements (1914)
- Under Royal Patronage, regia di E.H. Calvert (1914)
- Broncho Billy, the Vagabond, regia di Gilbert M. 'Broncho Billy' Anderson (1914)
- When Knights Were Bold – cortometraggio (1914)
- Bill's Boy, regia di Harry Mainhall (1914)
- The Fable of the Honeymoon That Tried to Come Back, regia di Richard Foster Baker (1914)
- Snakeville's Most Popular Lady, regia di Roy Clements (1914)
- The Devil's Signature, regia di Harry McRae Webster (1914)
- Broncho Billy, a Friend in Need, regia di Gilbert M. 'Broncho Billy' Anderson (1914)
- The Joblot Recruits (1914)
- The Way of His Father, regia di Harry Mainhall (1914)
- The Fable of Lutie, the False Alarm (1914)
- Sophie's Legacy, regia di Roy Clements (1914)
- The Plum Tree, regia di E.H. Calvert (1914)
- Sparks of Fate, regia di E.H. Calvert	(1914)
- Broncho Billy Butts In, regia di Gilbert M. 'Broncho Billy' Anderson (1914)
- Sweedie's Skate (1914)
- Love's Magnet (1914)
- The Fable of One Samaritan Who Got Paralysis of the Helping Hand (1914)
- Slippery Slim and the Green-Eyed Monster, regia di Roy Clements (1914)
- A Splendid Dishonor, regia di E.H. Calvert (1914)
- The Strategy of Broncho Billy's Sweetheart, regia di Gilbert M. 'Broncho Billy' Anderson (1914)
- Sweedie's Clean-Up (1914)
- White Lies (1914)
- The Fable of the Adult Girl Who Got Busy (1914)
- Slippery Slim Gets Cured, regia di Roy Clements (1914)
- The Song of the Soul (1914)
- Golf Champion 'Chick' Evans Links with Sweedie (1914)
- Broncho Billy Trapped, regia di Gilbert M. 'Broncho Billy' Anderson (1914)
- The Fickleness of Sweedie (1914)
- The Verdict, regia di Richard Travers (1914)
- The Fable of the Family That Did Too Much for Nellie (1914)
- When Slippery Slim Met the Champion, regia di Roy Clements (1914)
- The Real Agatha, regia di Richard Travers (1914)
- Broncho Billy and the Greaser, regia di Gilbert M. 'Broncho Billy' Anderson (1914)
- Sweedie Learns to Swim (1914)
- Through Eyes of Love, regia di Richard Travers (1914)
- The Fable of the Author and the Dear Public and the Plate of Mush (1914)
- The Other Man (1914)
- Snakeville's Peacemaker, regia di Roy Clements (1914)
- In the Glare of the Lights, regia di E.H. Calvert (1914)
- Broncho Billy Rewarded, regia di Gilbert M. 'Broncho Billy' Anderson (1914)
- She Landed a Big One, regia di Wallace Beery (1914)
- Mother o' Dreams (1914)
- The Fable of the Long Range Lover and the Lallypalooze (1914)
- Slippery Slim, the Mortgage and Sophie, regia di Roy Clements (1914)
- The Private Officer (1914)
- Broncho Billy -- Favorite, regia di Gilbert M. 'Broncho Billy' Anderson (1914)
- Rivalry and War, regia di Wallace Beery (1914)
- The Unplanned Elopement, regia di E.H. Calvert (1914)
- The Fable of the People's Choice Who Answered the Call of Duty and Took Seltzer (1914)
- Snakeville and the Corset Demonstrator, regia di Roy Clements (1914)
- Whatsoever a Woman Soweth (1914)
- Broncho Billy's Mother, regia di Gilbert M. 'Broncho Billy' Anderson (1914)
- The Laundress (1914)
- Fires of Fate (1914)
- The Fable of How Uncle Brewster Was Too Shifty for the Tempter (1914)
- Slippery Slim and the Impersonator, regia di Roy Clements (1914)
- His Dearest Foes, regia di E.H. Calvert (1914)
- Broncho Billy's Mission, regia di Gilbert M. 'Broncho Billy' Anderson (1914)
- Sweedie the Trouble Maker (1914)
- Within Three Hundred Pages (1914)
- Three Boiled Down Fables, regia di George Ade (1914)
- The Prevailing Craze (1914)
- Sophie and the Man of Her Choice, regia di Roy Clements (1914)
- The Prince Party (1914)
- Broncho Billy's Decision, regia di Gilbert M. 'Broncho Billy' Anderson (1914)
- Countess Sweedie (1914)
- The Servant Question (1914)
- The Fable Proving That Spongers Are Found in a Drugstore (1914)
- The Tell-Tale Hand, regia di Gilbert M. 'Broncho Billy' Anderson (1914)
- A Horse on Sophie, regia di Roy Clements (1914)
- The Means and the End (1914)
- Broncho Billy's Scheme, regia di Gilbert M. 'Broncho Billy' Anderson (1914)
- Sweedie at the Fair (1914)
- Beyond Youth's Paradise (1914)
- The Fable of Aggie and the Aggravated Attacks (1914)
- Snakeville's Reform Wave, regia di Roy Clements (1914)
- Scars of Possession, regia di Roy Clements (1914)
- Broncho Billy's Double Escape, regia di Gilbert M. 'Broncho Billy' Anderson (1914)
- A Maid of War (1914)
- The Buffer (1914)
- The Fable of the Club Girls and the Four Times Veteran (1914)
- Sophie's Fatal Wedding, regia di Roy Clements (1914)
- The Place, the Time and the Man (1914)
- Broncho Billy's Judgment, regia di Gilbert M. 'Broncho Billy' Anderson (1914)
- Sweedie and the Hypnotist (1914)
- Mrs. Trenwith Comes Home (1914)
- The Fable of the Bush League Lover Who Failed to Qualify, regia di Richard Foster Baker (1914)
- Sophie's Sweetheart, regia di Roy Clements (1914)
- Every Inch a King (1914)
- Broncho Billy's Dad, regia di Gilbert M. 'Broncho Billy' Anderson (1914)
- Madame Double X (1914)
- The Loose Change of Chance (1914)
- Two Pop-Up Fables (1914)
- Snakeville's Blind Pig, regia di Roy Clements (1914)
- The Girl from Thunder Mountain (1914)
- The Battle of Love (1914)
- Broncho Billy's Christmas Spirit, regia di Gilbert M. 'Broncho Billy' Anderson (1914)
- Their Cheap Vacation (1914)
- The Volunteer Burglar (1914)
- The Fable of the Husband Who Showed Up and Did His Duty, regia di George Ade (1914)
- Slippery Slim Gets Square, regia di Roy Clements (1914)
- Any Woman's Choice (1914)
- Broncho Billy and the Sheriff's Office, regia di Gilbert M. 'Broncho Billy' Anderson (1914)
- Sweedie Collects for Charity (1914)
- The Way of the Woman (1914)
- Two Dinky Little Dramas of a Non-Serious Kind, regia di George Ade (1914)
- Snakeville's Rising Sons, regia di Roy Clements (1914)

## 1915
- The Shanty at Trembling Hill (1915)
- The Conflict (1915)
- Snakeville's Debutantes, regia di Roy Clements (1915)
- Broncho Billy and the Escaped Bandit, regia di Gilbert M. 'Broncho Billy' Anderson (1915)
- Sweedie and the Sultan's Present (1915)
- The Gallantry of Jimmy Rodgers (1915)
- The Fable of the City Grafter and the Unprotected Rubes
- The Battle of Snakeville, regia di Roy Clements (1915)
- Surgeon Warren's Ward (1915)
- Broncho Billy and the Claim Jumpers, regia di Gilbert M. 'Broncho Billy' Anderson (1915)
- Sweedie's Suicide (1915)
- By a Strange Road (1915)
- The Fable of the Fellow Who Had a Friend Who Knew a Girl Who Had a Friend (1915)
- When Slippery Slim Went for the Eggs, regia di Roy Clements (1915)
- Broncho Billy and the Sisters, regia di Gilbert M. 'Broncho Billy' Anderson (1915)
- When Love and Honor Called, regia di Gilbert M. 'Broncho Billy' Anderson (1915)
- Sweedie and Her Dog (1915)
- The Misjudged Mr. Hartley (1915)
- The Fable of Hifaluting Tillie and Her Plain Parents (1915)
- Sentimental Sophie, regia di Roy Clements (1915)
- The Lieutenant Governor, regia di Joseph Byron Totten (1915)
- Broncho Billy and the Baby, regia di Gilbert M. 'Broncho Billy' Anderson (1915)
- Two Hearts That Beat as Ten (1915)
- At the End of a Perfect Day, regia di George Ade (1915)
- The Fable of the Syndicate Lover (1915)
- When Slippery Slim Bought the Cheese, regia di Roy Clements (1915)
- The Ambition of the Baron (1915)
- Broncho Billy and the False Note, regia di Gilbert M. 'Broncho Billy' Anderson (1915)
- The New Teacher (1915)
- His New Job, regia di Charlie Chaplin (1915)
- The Creed of the Clan (1915)
- The Fable of Elvira and Farina and the Meal Ticket, regia di Richard Foster Baker (1915)
- Sophie's Homecoming, regia di Roy Clements (1915)
- Third Hand High, regia di E.H. Calvert (1915)
- Broncho Billy's Greaser Deputy, regia di Gilbert M. 'Broncho Billy' Anderson (1915)
- Sweedie Goes to College, regia di Richard Foster Baker (1915)
- A Romance of the Night (1915)
- The Fable of the Good People Who Rallied to the Support of the Church (1915)
- Slim the Brave and Sophie the Fair, regia di Roy Clements (1915)
- Thirteen Down, regia di Joseph Byron Totten (1915)
- Broncho Billy's Sentence, regia di Gilbert M. 'Broncho Billy' Anderson (1915)
- The Victor (1915)
- Le notti bianche di Charlot (A Night Out), regia di Charles Chaplin (1915)
- A Pound for a Pound (1915)
- The Fable of the Cold Gray Dawn of the Morning After (1915)
- The Accounting (1915)
- Snakeville's Beauty Parlor, regia di Roy Clements (1915)
- The Amateur Prodigal (1915)
- Broncho Billy and the Vigilante, regia di Gilbert M. 'Broncho Billy' Anderson (1915)
- Ain't It the Truth? – cortometraggio (1915)
- The Surprise of My Life (1915)
- The Fable of the Bachelor and the Back-Pedal (1915)
- Sophie Changes Her Mind, regia di Roy Clements (1915)
- Stars Their Courses Change (1915)
- Broncho Billy's Brother, regia di Gilbert M. 'Broncho Billy' Anderson (1915)
- Sweedie's Hopeless Love (1915)
- The Dance at Aleck Fontaine's, regia di Henry Oyen (1915)
- A Couple of Side-Order Fables (1915)
- Slippery Slim's Wedding Day, regia di Roy Clements (1915)
- The Strength of the Weak (1915)
- Introducing Charlie Chaplin, regia di Wallace A. Carlson (1915)
- Broncho Billy's Vengeance, regia di Gilbert M. 'Broncho Billy' Anderson (1915)
- Father's New Maid (1915)
- The Fable of the Divine Spark That Had a Short Circuit (1915)
- Charlot boxeur (The Champion), regia di Charlie Chaplin (1915)
- Mustang Pete's Pressing Engagement, regia di Roy Clements (1915)
- Mr. Buttles, regia di Joseph Byron Totten (1915)
- Broncho Billy's Teachings, regia di Gilbert M. 'Broncho Billy' Anderson (1915)
- Love and Trouble (1915)
- When the Fates Spin (1915)
- The Fable of the Galumptious Girl (1915)
- Charlot nel parco (In the Park), regia di Charles Chaplin (non accreditato)
- A Horse of Another Color (1915)
- The Wood Nymph, regia di E.H. Calvert (1915)
- The Western Way, regia di Gilbert M. 'Broncho Billy' Anderson (1915)
- Sweedie Learns to Ride (1915)
- The Little Straw Wife, regia di Joseph Byron Totten (1915)
- The Fable of the Struggle Between Personal Liberty and the Wave of Reform (1915)
- Two Bold, Bad Men (1915)
- The Great Silence (1915)
- The Outlaw's Awakening, regia di Gilbert M. 'Broncho Billy' Anderson (1915)
- Curiosity (1915)
- The Man in Motley, regia di E.H. Calvert (1915)
- The Fable of the Demand That Must Be Supplied (1915)
- Charlot prende moglie (A Jitney Elopement), regia di Charles Chaplin (1915)
- A Coat Tale (1915)
- Countess Veschi's Jewels (1915)
- Ingomar of the Hills, regia di Gilbert M. 'Broncho Billy' Anderson (1915)
- The Other Woman's Picture (1915)
- The Lady of the Snows (1915)
- The Fable of the Busy Man and the Idle Woman (1915)
- Sophie's Fighting Spirit, regia di Roy Clements (1915)
- An Opal Ring (1915)
- Andy of the Royal Mounted, regia di Gilbert M. 'Broncho Billy' Anderson (1915)
- Charlot vagabondo (The Tramp), regia di Charlie Chaplin (1915)
- A Night in Kentucky, regia di Crittenden Marriott (1915)
- The Turn of the Wheel (1915)
- The Fable of the Men at the Women's Club (1915)
- The Bouquet (1915)
- The Face at the Curtain, regia di Gilbert M. 'Broncho Billy' Anderson (1915)
- Graustark, regia di Fred E. Wright (1915)
- The Return of Richard Neal (1915)
- The Mystery of the Silent Death (1915)
- The Snow-Burner, regia di E.H. Calvert (1915)
- The Fable of the Two Unfettered Birds, regia di Richard Foster Baker (1915)
- Done in Wax (1915)
- His Wife's Secret, regia di Gilbert M. 'Broncho Billy' Anderson (1915)
- The Conspiracy at the Chateau (1915)
- On the Dawn Road (1915)
- Blindfolded (1915)
- The Fable of a Night Given Over to Revelry (1915)
- The Undertaker's Uncle (1915)
- Charlot alla spiaggia (By the Sea), regia di Charles Chaplin (non accreditato) (1915)
- The Tie That Binds, regia di Gilbert M. 'Broncho Billy' Anderson (1915)
- Frauds (1915)
- Sue (1915)
- The Profligate (1915)
- The Fable of the Galloping Pilgrim Who Kept on Galloping (1915)
- How Slippery Slim Saw the Show, regia di Roy Clements (1915)
- His Regeneration, regia di Gilbert M. 'Broncho Billy' Anderson (1915)
- Thirty (1915)
- Home Coming, regia di E.H. Calvert (1915)
- Means and Morals, regia di E.H. Calvert (1915)
- The Fable of the Highroller and the Buzzing Blondine (1915)
- Sweedie in Vaudeville (1915)
- The Other Girl, regia di Gilbert M. 'Broncho Billy' Anderson (1915)
- The Awakening Hour (1915)
- A Visit to the Zoo, regia di Wallace A. Carlson (1915)
- An Alley Romance, regia di Wallace A. Carlson (1915)
- Manners and the Man, regia di Joseph Byron Totten (1915)
- A Lesson in Romance (1915)
- The Fable of the Two Sensational Failures (1915)
- Sweedie's Hero (1915)
- The Revenue Agent, regia di Gilbert M. 'Broncho Billy' Anderson (1915)
- Otherwise Bill Harrison (1915)
- Above the Abyss (1915)
- The Slim Princess, regia di E.H. Calvert (1915)
- The Secret's Price (1915)
- The Fable of the Intermittent Fusser (1915)
- Dreamy Dud and a Visit to the Zoo, regia di Wallace A. Carlson (1915)
- A Bunch of Matches (1915)
- The Bachelor's Burglar, regia di Gilbert M. 'Broncho Billy' Anderson (1915)
- Vengeance (1915)
- The Longer Voyage (1915)
- The Coward (1915)
- Sophie and the Fakir, regia di Roy Clements (1915)
- Broncho Billy's Word of Honor, regia di Gilbert M. 'Broncho Billy' Anderson (1915)
- The Clutch of Circumstance, regia di E.H. Calvert (1915)
- The Gilded Cage (1915)
- Dreamy Dud in the Swim, regia di Wallace A. Carlson (1915)
- The Romance of an American Duchess (1915)
- Lost in the Jungle, regia di Wallace A. Carlson (1915)
- Joe Boko in a Close Shave, regia di Wallace A. Carlson (1915)
- Sweedie's Finish (1915)
- The Wealth of the Poor, regia di Gilbert M. 'Broncho Billy' Anderson (1915)
- The Greater Courage (1915)
- Whose Was the Shame? (1915)
- The Little Deceiver (1915)
- The Broken Pledge (1915)
- Broncho Billy and the Land Grabber, regia di Gilbert M. 'Broncho Billy' Anderson (1915)
- Vain Justice (1915)
- Charlot apprendista (Work), regia di Charlie Chaplin (1915)
- The White Sister, regia di Fred E. Wright (1915)
- The Man Who Found Out (1915)
- Dreamy Dud. He Resolves Not to Smoke., regia di Wallace A. Carlson (1915)
- Braga's Double (1915)
- The Fable of the Search for Climate (1915)
- A Hot Finish (1915)
- Her Realization, regia di Gilbert M. 'Broncho Billy' Anderson (1915)
- A Dignified Family, regia di E.H. Calvert (1915)
- Trapped (1915)
- Providence and Mrs. Urmy (1915)
- A Countless Count (1915)
- The Little Prospector, regia di Gilbert M. 'Broncho Billy' Anderson (1915)
- The Inner Brute (1915)
- The Leather Goods Lady (1915)
- The Rajah's Tunic (1915)
- Dreamy Dud in King Koo Koo's Kingdom, regia di Wallace A. Carlson (1915)
- Education (1915)
- Broncho Billy Well Repaid, regia di Gilbert M. 'Broncho Billy' Anderson (1915)
- The Counter Intrigue (1915)
- The Reverend Salamander Unattached (1915)
- La signorina Charlot (A Woman), regia di Charlie Chaplin (1915)
- Temper (1915)
- The Fable of the Scoffer Who Fell Hard (1915)
- The Pipe Dream (1915)
- The Bachelor's Baby, regia di Gilbert M. 'Broncho Billy' Anderson (1915)
- Jane of the Soil, regia di E.H. Calvert (1915)
- The Blindness of Virtue, regia di Joseph Byron Totten (1915)
- A Bag of Gold (1915)
- Jabez's Conquest (1915)
- The Fable of the Home Treatment and the Sure Cure (1915)
- Others Started It, But Sophie Finished, regia di Roy Clements (1915)
- Broncho Billy and the Posse, regia di Gilbert M. 'Broncho Billy' Anderson (1915)
- The Sky Hunters (1915)
- The Call of Yesterday (1915)
- Boys Will Be Boys, regia di Joseph Byron Totten (1915)
- He Goes Bear Hunting, regia di Wallace A. Carlson (1915)
- Snakeville's Twins, regia di Roy Clements (1915)
- Broncho Billy's Surrender, regia di Gilbert M. 'Broncho Billy' Anderson (1915)
- A Man Afraid (1915)
- The Kiss (1915)
- Business Rivals (1915)
- A Visit to Uncle Dudley's Farm, regia di Wallace A. Carlson (1915)
- Street Fakers, regia di Hal Roach (1915)
- Broncho Billy's Protégé, regia di Gilbert M. 'Broncho Billy' Anderson (1915)
- Eyes That See Not (1915)
- The Happy House (1915)
- Charlot inserviente di banca (The Bank), regia di Charlie Chaplin (1915)
- When My Lady Smiles (1915)
- The Fable of the Tip and the Treasure, regia di Richard Foster Baker (1915)
- The Bell-Hop (1915)
- Broncho Billy Steps In, regia di Gilbert M. 'Broncho Billy' Anderson (1915)
- The Cave on Thunder Cloud, regia di E.H. Calvert (1915)
- The Market Price of Love (1915)
- A Bunch of Keys, regia di Richard Foster Baker (1915)
- Legrand's Revenge (1915)
- Dreamy Dud Sees Charlie Chaplin, regia di Wallace A. Carlson (1915)
- Tale of a Tire, regia di Hal Roach (1915)
- Broncho Billy's Marriage, regia di Gilbert M. 'Broncho Billy' Anderson (1915)
- The Woman Hater, regia di Charles Brabin (1915)
- Does the Woman Forget? (1915)
- Hearts and Roses, regia di Joseph Byron Totten (1915)
- The Fable of the Roistering Blades, regia di Richard Foster Baker (1915)
- The Drug Clerk, regia di Hal Roach (1915)
- Her Return, regia di Gilbert M. 'Broncho Billy' Anderson (1915)
- Rule Sixty-Three, regia di Richard Foster Baker (1915)
- The Quitter (1915)
- The Return of Gentleman Joe (1915)
- Joe Boko in Saved by Gasoline, regia di Wallace A. Carlson (1915)
- Versus Sledge Hammers, regia di Roy Clements (1915)
- Broncho Billy Begins Life Anew, regia di Gilbert M. 'Broncho Billy' Anderson (1915)
- The Whirlpool, regia di Fred E. Wright (1915)
- Caught (1915)
- His Crucible (1915)
- The Fable of Hazel's Two Husbands and What Became of Them, regia di Richard Foster Baker (1915)
- A Quiet Little Game, regia di Roy Clements (1915)
- Broncho Billy and the Lumber King, regia di Gilbert M. 'Broncho Billy' Anderson (1915)
- Mind Over Motor, regia di E.H. Calvert (1915)
- The Man Trail, regia di E.H. Calvert (1915)
- A Mansion of Tragedy, regia di Joseph Byron Totten (1915)
- Tish's Spy, regia di E.H. Calvert (1915)
- Dreamy Dud Cowboy, regia di Wallace A. Carlson (1915)
- Mustaches and Bombs, regia di Hal Roach (1915)
- Broncho Billy and the Card Sharp, regia di Gilbert M. 'Broncho Billy' Anderson (1915)
- The Scapegoat (1915)
- The Circular Path, regia di E.H. Calvert (1915)
- The Call of the Sea, regia di Joseph Byron Totten (1915)
- Snakeville's Hen Medic, regia di Roy Clements (1915)
- An Unexpected Romance, regia di Gilbert M. 'Broncho Billy' Anderson (1915)
- The Fable of the Through Train, regia di Richard Foster Baker (1915)
- Affinities, regia di E.H. Calvert (1915)
- Darling Dandy (1915)
- The Convict's Threat, regia di Gilbert M. 'Broncho Billy' Anderson (1915)
- Dreamy Dud at the Old Swimmin' Hole, regia di Wallace A. Carlson (1915)
- Off for a Boat Ride, regia di Hal Roach (1915)
- Broncho Billy Misled, regia di Gilbert M. 'Broncho Billy' Anderson (1915)
- The Family Divided (1915)
- Tides That Meet (1915)
- Charlot marinaio (Shanghaied), regia di Charlie Chaplin (1915)
- The Old Sin (1915)
- The Fable of the Statesman Who Didn't Make Good, regia di Richard Foster Baker (1915)
- Snakeville's Weak Women, regia di Roy Clements (1915)
- Broncho Billy, Sheepman, regia di Gilbert M. 'Broncho Billy' Anderson (1915)
- Suppressed Evidence, regia di Gilbert M. 'Broncho Billy' Anderson (1915)
- The Village Homestead, regia di Joseph Byron Totten (1915)
- In the Palace of the King, regia di Fred E. Wright (1915)
- The Great Deceit, regia di Lawrence C. Windom (1915)
- Canimated Nooz Pictorial, No. 1 (1915)
- All Stuck Up, regia di Hal Roach (1915)
- Broncho Billy's Parents, regia di Gilbert M. 'Broncho Billy' Anderson (1915)
- The Reaping, regia di E.H. Calvert (1915)
- Inheritance, regia di Clem Easton (1915)
- The Outer Edge, regia di E.H. Calvert (1915)
- The Fable of the Sorrows of the Unemployed and the Danger of Changing from Bill to Harold, regia di Richard Foster Baker (1915)
- When Snakeville Struck Oil, regia di Roy Clements (1915)
- Broncho Billy Evens Matters, regia di Gilbert M. 'Broncho Billy' Anderson (1915)
- The Spider, regia di Lawrence C. Windom (1915)
- The Destroyer, regia di Lawrence C. Windom (1915)
- Miss Freckles, regia di Charles Ashley (1915)
- Dreamy Dud in the Air, regia di Wallace A. Carlson (1915)
- Fun at a Ball Game, regia di Hal Roach (1915)
- Broncho Billy's Cowardly Brother, regia di Gilbert M. 'Broncho Billy' Anderson (1915)
- The Lighthouse by the Sea, regia di Joseph Byron Totten (1915)
- The Crimson Wing, regia di E.H. Calvert (1915)
- Fifty-Fifty, regia di Clem Easton (1915)
- Despair, regia di J. Charles Haydon (1915)
- The Fable of the Escape of Arthur and the Salvation of Herbert, regia di Richard Foster Baker (1915)
- The Night That Sophie Graduated, regia di Roy Clements (1915)
- Broncho Billy's Mexican Wife, regia di Gilbert M. 'Broncho Billy' Anderson (1915)
- On the Little Mill Trace, regia di Lawrence C. Windom (1915)
- Twice Into the Light, regia di Arthur Berthelet (1915)
- The Raven, regia di Charles Brabin (1915)
- Wine, Women and Song, regia di Gilbert M. 'Broncho Billy' Anderson (1915)
- The Fable of Handsome Jethro, Who Was Simply Cut Out to Be a Merchant, regia di Richard Foster Baker (1915)
- Cupid's Bath, regia di Hal Roach (1915)
- The Second Son, regia di Fred E. Wright (1915)
- The Undertow (1915)
- The Indian's Narrow Escape, regia di Gilbert M. 'Broncho Billy' Anderson (1915)
- A Bit of Lace (1915)
- Canimated Nooz Pictorial, No. 2 (1915)
- Snakeville's Eugenic Marriage, regia di Roy Clements (1915)
- Too Much Turkey, regia di Gilbert M. 'Broncho Billy' Anderson (1915)
- The River of Romance (1915)
- Charlot a teatro (A Night in the Show), regia di Charlie Chaplin (1915)
- The Law's Decree (1915)
- The Papered Door, regia di Lawrence C. Windom (1915)
- Vernon Howe Bailey's Sketchbook, regia di Vernon Howe Bailey (1915)
- It Happened in Snakeville, regia di Roy Clements (1915)
- Broncho Billy's Love Affair, regia di Gilbert M. 'Broncho Billy' Anderson (1915)
- The Edge of Things (1915)
- The Night of Souls (1915)
- The Losing Game, regia di Edward T. Lowe Jr. (1915)
- The Fable of the Low Down Expert on the Subject of Babies (1915)
- Jack Spratt and the Scales of Love, regia di Roy Clements (1915)
- The Burglar's Godfather, regia di Gilbert M. 'Broncho Billy' Anderson (1915)
- On the Private Wire (1915)
- The Alster Case, regia di J. Charles Haydon (1915)
- The Power of Publicity (1915)
- Dreamy Dud in Love, regia di Wallace A. Carlson (1915)
- The Merry Models, regia di Wallace Beery (1915)
- The Escape of Broncho Billy, regia di Gilbert M. 'Broncho Billy' Anderson (1915)
- Blind Justice (1915)
- Reckoning Day, regia di E.H. Calvert (1915)
- The Fable of Sister Mae, Who Did As Well As Could Be Expected (1915)
- Snakeville's Champion, regia di Wallace Beery (1915)
- A Christmas Revenge, regia di Gilbert M. 'Broncho Billy' Anderson (1915)
- Carmen ovvero Carmen e Charlot (Burlesque on Carmen), regia di Charlie Chaplin (1916)
- A Daughter of the City, regia di E.H. Calvert (1915)
- The Danger of Being Lonesome (1915)
- Canimated Nooz Pictorial, No. 3 (1915)
- The Woman with a Rose (1915)
- Brought Home, regia di Lawrence C. Windom (1915)
- The Fable of the Heir and the Heiress (1915)

## 1916
- Carmen (Charlie Chaplin's Burlesque on Carmen), regia di Charlie Chaplin (1916)
- The Prisoner at the Bar (1916)
- Easy Ed (1916)
- Charlie's Life (1916)
- Beauty Spots in America: Castle Hot Springs, Arizona (1916)
- The Misleading Lady, regia di Arthur Berthelet (1916)
- The Lesson (1916)
- Her Lesson, regia di Gilbert M. 'Broncho Billy' Anderson (1916)
- Mile-a-Minute Monty, regia di Leon Searle (1916)
- The House of Revelation (1916)
- Angels Unaware (1916)
- The Fable of the Two Philanthropic Sons, regia di Richard Foster Baker (1916)
- Pieces of the Game (1916)
- Captain Jinks of the Horse Marines, regia di Fred E. Wright (1916)
- The Book Agent's Romance, regia di Gilbert M. 'Broncho Billy' Anderson (1916)
- Scenes of Canadian Rockies (1916)
- Canimated Nooz Pictorial, No. 4 (1916)
- The White Alley, regia di Harry Beaumont (1916)
- The Strange Case of Mary Page, regia di J. Charles Haydon (1916)
- Folly (1916)
- The Fable of Flora and Adolph and a Home Gone Wrong, regia di Richard Foster Baker (1916)
- Vernon Howe Bailey's Sketchbook of Chicago, regia di Vernon Howe Bailey (1916)
- Destiny, regia di Harry Beaumont (1916)
- The Roughneck, regia di Harry Beaumont (1916)
- Dreamy Dud Lost at Sea, regia di Wallace A. Carlson (1916)
- The Primitive Strain, regia di Arthur Berthelet (1916)
- The Man in Him, regia di Gilbert M. 'Broncho Billy' Anderson (1916)
- The Fable of the Grass Widow and the Mesmeree and the Six Dollars, regia di Richard Foster Baker (1916)
- Golden Lies (1916)
- Vultures of Society, regia di Arthur Berthelet e E.H. Calvert (1916)
- Gold Dust (1916)
- Humanity, regia di Gilbert M. 'Broncho Billy' Anderson (1916)
- Politeness Pays (1916)
- The Bridesmaid's Secret, regia di Charles Brabin (1916)
- Canimated Nooz Pictorial, No. 5 (1916)
- The Despoiler (1916)
- The Discard, regia di Lawrence C. Windom (1916)
- The House of Surprise (1916)
- Vernon Howe Bailey's Sketchbook of London, regia di Vernon Howe Bailey (1916)
- City of London
- Beyond the Law, regia di E.H. Calvert (1916)
- The Intruder (1916)
- Canimated Nooz Pictorial, No. 6 (1916)
- A Man's Work (1916)
- Vernon Howe Bailey's Sketchbook of Philadelphia, regia di Vernon Howe Bailey (1916)
- Joyce's Strategy, regia di Harry Beaumont (1916)
- Unknown (1916)
- The Havoc, regia di Arthur Berthelet (1916)
- Separating from Sarah (1916)
- Canimated Nooz Pictorial, No. 7 (1916)
- I Will Repay (1916)
- Vernon Howe Bailey's Sketchbook of Paris, regia di Vernon Howe Bailey (1916)
- Charlot ladro (Police), regia di (non accreditato) Charles Chaplin (1916)
- The Dixie Winner (1916)
- The Spider's Web (1916)
- Joe Boko, regia di Wallace A. Carlson (1916)
- Canimated Nooz Pictorial, No. 8 (1916)
- The Lightbearer (1916)
- Millstones (1916)
- Vernon Howe Bailey's Sketchbook of Boston, regia di Vernon Howe Bailey (1916)
- The Last Adventure, regia di E.H. Calvert (1916)
- Canimated Nooz Pictorial, No. 9 (1916)
- Her Naked Soul, regia di Lawrence C. Windom (1916)
- The Little Shepherd of Bargain Row, regia di Fred E. Wright (1916)
- The Little Samaritan, regia di Harry Beaumont (1916)
- Vernon Howe Bailey's Sketchbook of Rome, regia di Vernon Howe Bailey (1916)
- The Danger Line, regia di Charles Ashley (1916)
- The Fable of the Preacher Who Flew His Kite But Not Because He Wished to Do So (1916)
- Once a Thief --? (1916)
- A Return to Youth and Trouble (1916)
- The Fable of the Good Fairy with the Lorgnette and Why She Got It Good (1916)
- The Jester (1916)
- Sherlock Holmes, regia di Arthur Berthelet (1916)
- The Double Cross
- Vernon Howe Bailey's Sketchbook of San Francisco, regia di Vernon Howe Bailey (1916)
- A Rose of Italy, regia di Harry Beaumont (1916)
- The Condemnation (1916)
- Canimated Nooz Pictorial, No. 10 (1916)
- The Schemers (1916)
- The Little Girl Next Door, regia di Richard Foster Baker e M. Blair Coan (1916)
- The Fable of the Willing Collegian Who Wanted to Get a Foothold (1916)
- Our People (1916)
- Orphan Joyce, regia di Arthur Berthelet (1916)
- Vernon Howe Bailey's Sketchbook of Berlin, regia di Vernon Howe Bailey (1916)
- Fool's Gold (1916)
- That Sort, regia di Charles Brabin
- Putting It Over, regia di Charles Michelson (1916)
- Canimated Nooz Pictorial, No. 11 (1916)
- The Promise Land, regia di Lawrence C. Windom (1916)
- Vernon Howe Bailey's Sketchbook of St. Louis, regia di Vernon Howe Bailey (1916)
- Vernon, the Bountiful (1916)
- The Fable of the Undecided Brunette (1916)
- A Traitor to Art (1916)
- The Voice in the Darkness (1916)
- The Regeneration of Margaret (1916)
- The Fable of the Fearsome Feud Between the First Families, regia di Richard Foster Baker (1916)
- Canimated Nooz Pictorial, No. 12 (1916)
- Power, regia di Fred E. Wright (1916)
- Vernon Howe Bailey's Sketchbook of New Orleans, regia di Vernon Howe Bailey (1916)
- According to the Code, regia di E.H. Calvert (1916)
- The Fable of the Small Town Favorite Who Was Ruined by Too Much Competition (1916)
- The Secret of the Night (1916)
- The Grouch (1916)
- Canimated Nooz Pictorial, No. 13 (1916)
- Vernon Howe Bailey's Sketchbook of Petrograd, regia di Vernon Howe Bailey (1916)
- Repentance (1916)
- The Chimney Sweep (1916)
- The War Bride of Plumville, regia di Fred E. Wright (1916)
- The Sting of Victory, regia di J. Charles Haydon (1916)
- The Fable of Books Made to Balance, regia di Richard Foster Baker (1916)
- Worth While, regia di E.H. Calvert (1916)
- My Country, 'Tis of Thee (1916)
- Canimated Nooz Pictorial, No. 14 (1916)
- A Little Volunteer, regia di Lawrence C. Windom (1916)
- The Fable of How Wisenstein Did Not Lose Out to Buttinsky, regia di Richard Foster Baker (1916)
- The Face in the Mirror, regia di Charles Ashley (1916)
- Vernon Howe Bailey's Sketchbook of Washington, regia di Vernon Howe Bailey (1916)
- The Higher Destiny, regia di Charles Brabin (1916)
- The Pacifist (1916)
- Canimated Nooz Pictorial, No. 15 (1916)
- A Million for a Baby, regia di Harry Beaumont (1916)
- The Greater Obligation (1916)
- The Fable of the Slim Girl Who Tried to Keep a Date That Was Never Made, regia di Richard Foster Baker (1916)
- The Woman Always Pays (1916)
- When Justice Won, regia di E.H. Calvert (1916)
- Canimated Nooz Pictorial, No. 16 (1916)
- The Way of Patience (1916)
- Peter, the Hermit (1916)
- Dreamy Dud Has a Laugh on the Boss, regia di Wallace A. Carlson (1916)
- Twin Fates, regia di Harry Beaumont (1916)
- An Old-Fashioned Girl (1916)
- The Fable of the Kid Who Shifted His Ideals to Golf and Finally Became a Baseball Fan and Took the Only Known Cure (1916)
- His Little Wife, regia di Harry Beaumont (1916)
- Money to Burn, regia di E.H. Calvert (1916)
- Canimated Nooz Pictorial, No. 17 (1916)
- Lost, Twenty-Four Hours, regia di Lawrence C. Windom (1916)
- The Return of Eve, regia di Arthur Berthelet (1916)
- The Fable of the Kittenish Super-Anns and the World-Weary Snipes, regia di Richard Foster Baker (1916)
- Dreamy Dud in the African War Zone, regia di Wallace A. Carlson (1916)
- The Essanay-Chaplin Revue of 1916, regia di Charlie Chaplin (1916)
- Marooned, regia di E.H. Calvert (1916)
- Borrowed Sunshine, regia di Lawrence C. Windom (1916)
- Canimated Nooz Pictorial, No. 18 (1916)
- The Fable of the Throbbing Genius of a TankTown Who Was Encouraged by Her Folks Who Were Prominent, regia di Richard Foster Baker (1916)
- It Never Could Happen (1916)
- The Beachcomber (1916)
- Canimated Nooz Pictorial, No. 19 (1916)
- The Heart of Virginia Keep, regia di Richard Foster Baker (1916)
- The Prince of Graustark, regia di Fred E. Wright (1916)
- A Safe Proposition, regia di Roy Clements (1916)
- What I Said Goes (1916)
- Not in the News, regia di Charles Ashley (1916)
- Lake Tahoe, Cal. (1916)
- Canimated Nooz Pictorial, No. 20 (1916)
- His Moral Code, regia di E.H. Calvert (1916)
- The Chaperon, regia di Arthur Berthelet (1916)
- Unto the Least of These (1916)
- Some Bravery, regia di Roy Clements (1916)
- The Border Line, regia di Lawrence C. Windom (1916)
- A Tin Soldier (1916)
- Dreamy Dud Joyriding with Princess Zlim, regia di Wallace A. Carlson (1916)
- The Final Fraud, regia di J. Charles Haydon (1916)
- The Breaker, regia di Fred E. Wright (1916)
- The Egg (1916)
- A Waiting Game, regia di Roy Clements (1916)
- A Failure at Fifty (1916)
- In a Looking Glass (1916)
- Long Beach, Cal. (1916)
- Canimated Nooz Pictorial, No. 21 (1916)
- The Burning Band, regia di E.H. Calvert (1916)
- The Phantom Buccaneer, regia di J. Charles Haydon (1916)
- The Little Brown Mole (1916)
- Taking the Count, regia di Wallace Beery (1916)
- Dancing with Folly, regia di E.H. Calvert (1916)
- The Truant Soul, regia di Harry Beaumont (1916)
- A Tale from the Decameron (1916)
- Wife in Sunshine, regia di E.H. Calvert (1916)

## 1917
- Water Powers of Western Canada – cortometraggio (1917)
- Through Canada from Coast to Coast – cortometraggio (1917)
- The Troubles of a Merchant and How to Stop Them – cortometraggio (1917)
- The Lighted Lamp – cortometraggio (1917)
- The Great National Industries of Canada – cortometraggio (1917)
- Salmon Fishing in New Brunswick – cortometraggio (1917)
- Lake Louise – cortometraggio (1917)
- How Canada and the Farmer Co-operate in Grain Raising – cortometraggio (1917)
- Don't Lose Your Coat – cortometraggio (1917)
- Banff National Park – cortometraggio (1917)
- Agricultural Opportunities in Western Canada – cortometraggio (1917)
- The Girl God Made for Jones, regia di Richard Foster Baker (1917)
- Yosemite Valley (1917)
- A Dollar Down (1917)
- Vera, the Medium, regia di G.M. Anderson (1917)
- When the Man Speaks, regia di E.H. Calvert (1917)
- Among Those Present (1917)
- Yosemite Valley, No. 2 (1917)
- Canimated Nooz Pictorial, No. 22 (1917)
- The Wide, Wrong Way, regia di E.H. Calvert (1917)
- The Little Shoes, regia di Arthur Berthelet (1917)
- The Little Missionary, regia di Richard Foster Baker (1917)
- Yosemite Valley, No. 3 (1917)
- One on Him (1917)
- The Sinful Marriage, regia di E.H. Calvert (1917)
- What Would You Do?, regia di Lawrence C. Windom (1917)
- Canimated Nooz Pictorial, No. 23 (1917)
- Alaska (1917)
- The Magic Mirror, regia di E.H. Calvert (1917)
- The Adventures of Buffalo Bill, regia di Charles A. King (1917)
- Three Ways Out, regia di Richard Foster Baker (1917)
- Shifting Shadows, regia di E.H. Calvert (1917)
- The Hoodooed Story (1917)
- Skinner's Dress Suit, regia di Harry Beaumont (1917)
- Canimated Nooz Pictorial, No. 24 (1917)
- Desertion and Non-Support, regia di E.H. Calvert (1917)
- Ashes on the Hearthstone, regia di E.H. Calvert (1917)
- Max Comes Across, regia di Max Linder (1917)
- A Four Cent Courtship, regia di Lawrence C. Windom (1917)
- Tiny, Slim and Fat (1917)
- Canimated Nooz Pictorial, No. 25 (1917)
- British Columbia
- The Extravagant Bride, regia di E.H. Calvert (1917)
- The Vanishing Woman (1917)
- Burning the Candle, regia di Harry Beaumont (1917)
- Canimated Nooz Pictorial, No. 26 (1917)
- The Pulse of Madness, regia di E.H. Calvert (1917)
- The Pallid Dawn, regia di E.H. Calvert (1917)
- The Invisible Web, regia di Richard Foster Baker (1917)
- Satan's Private Door, regia di J. Charles Haydon (1917)
- Canimated Nooz Pictorial, No. 27 (1917)
- The Wifeless Husband, regia di E.H. Calvert (1917)
- Max Wants a Divorce, regia di Max Linder (1917)
- Meddling with Marriage, regia di E.H. Calvert (1917)
- In the Beef and Butter Country (1917)
- Do Children Count?, regia di Lawrence C. Windom (1917)
- The Fried Egg Hero (1917)
- Canimated Nooz Pictorial, No. 28 (1917)
- The Soda Jerker (1917)
- The Trufflers, regia di Fred E. Wright (1917)
- Wet and Dry (1917)
- Canimated Nooz Pictorial, No. 29 (1917)
- Truly Rural (1917)
- Skinner's Bubble, regia di Harry Beaumont (1917)
- Max in a Taxi, regia di Max Linder (1917)
- Aladdin Up to Date, regia di Arthur Berthelet (1917)
- Pass the Hash, Ann, regia di Arthur Berthelet (1917)
- The Ladder of Fame (1917)
- The Shooting Star (1917)
- Harvesting in Alberta, Canada (1917)
- Great Lakes (1917)
- Sundaying in Fairview, regia di Lawrence C. Windom (1917)
- Canimated Nooz Pictorial, No. 30 (1917)
- The Ham What Was, regia di Richard Foster Baker (1917)
- The Finish, regia di Lawrence C. Windom (1917)
- Pure and Simple (1917)
- The Saint's Adventure, regia di Arthur Berthelet (1917)
- The Five Dollar Bill, regia di Lawrence C. Windom (1917)
- Spliced and Iced (1917)
- Starlight Sleep (1917)
- The Night Workers, regia di J. Charles Haydon (1917)
- Musty B. Young (1917)
- The Clock Struck One, regia di Lawrence C. Windom (1917)
- Be My Best Man, regia di Fred E. Wright (1917)
- A Trip Through Soo Canal (1917)
- The Quarantined Bridegroom, regia di Arthur Berthelet (1917)
- Musty's Vacation, regia di Louis Myll (1917)
- The Lucky One (1917)
- The Guiding Hand, regia di Lawrence C. Windom (1917)
- Filling His Own Shoes, regia di Harry Beaumont (1917)
- Steps to Somewhere, regia di Lawrence C. Windom (1917)
- The Land of Long Shadows, regia di W. S. Van Dyke (1917)
- The Wonderful Event, regia di Lawrence C. Windom (1917)
- Sotto processo (On Trial), regia di James Young (1917)
- The Yellow Umbrella, regia di J. Charles Haydon (1917)
- The Rainbow Box, regia di Harry Beaumont (1917)
- Much Obliged (1917)
- Mr. Pringle and Success (1917)
- Would You Believe It? (1917)
- The Man Who Was Afraid, regia di Fred E. Wright (1917)
- A Place in the Sun, regia di Lawrence C. Windom (1917)
- A Corner in Smiths (1917)
- Where Is My Mother?, regia di Lawrence C. Windom (1917)
- The Range Boss, regia di W. S. Van Dyke (1917)
- When Sorrow Weeps, regia di Lawrence C. Windom (1917)
- Two Laughs, regia di Wallace Beery e Roy Clements (non confermati) (1917)
- Local Color, regia di Harry Beaumont (1917)
- The Golden Idiot, regia di Arthur Berthelet (1917)
- The Uneven Road, regia di Lawrence C. Windom (1917)
- Pete's Pants, regia di Wallace Beery e Roy Clements (1917)
- The Season of Childhood, regia di Lawrence C. Windom (1917)
- Skinner's Baby, regia di Harry Beaumont (1917)
- The Little White Girl, regia di Lawrence C. Windom (1917)
- The Bridge of Fancy, regia di Lawrence C. Windom (1917)
- Open Places, regia di W. S. Van Dyke (1917)
- The Kingdom of Hope, regia di Lawrence C. Windom (1917)
- The Long Green Trail, regia di Harry Beaumont (1917)
- Efficiency Edgar's Courtship, regia di Lawrence C. Windom (1917)
- Pants, regia di Arthur Berthelet (1917)
- The Fable of the Wandering Boy and the Wayward Parents, regia di Richard Foster Baker (1917)
- Star Dust, regia di Fred E. Wright (1917)
- The Fable of the Twelve-Cylinder Speed of the Leisure Class, regia di Richard Foster Baker (1917)
- Fools for Luck, regia di Lawrence C. Windom (1917)
- Men of the Desert, regia di W. S. Van Dyke (1917)
- The Fable of What Transpires After the Wind-Up, regia di Richard Foster Baker (1917)
- The Fable of What the Best People Are Not Doing, regia di Richard Foster Baker (1917)
- The Fable of the Speedy Sprite, regia di Richard Foster Baker (1917)
- The Fable of Prince Fortunatus, Who Moved Away from Easy Street, and Silas, the Saver, Who Moved In, regia di Fred E. Wright (1917)
- The Fable of All That Triangle Stuff As Sized Up by the Meal Ticket, regia di Richard Foster Baker (1917)
- The Fibbers, regia di Fred E. Wright (1917)
- The Fable of the Film Fed Family, regia di Richard Foster Baker
- Young Mother Hubbard, regia di Arthur Berthelet (1917)
- The Fable of the Girl Who Took Notes and Got Wise and Then Fell Down, regia di Richard Foster Baker (1917)
- Two-Bit Seats, regia di Lawrence C. Windom (1917)
- The Kill-Joy, regia di Fred E. Wright (1917)
- The Fable of the Toilsome Ascent and the Shining Table Lamp, regia di Charles J. McGuirk (1917)
- The Fable of the Back-Trackers from the Hot Sidewalks, regia di Lee Metford (1917)
- Hard Luck, regia di Arthur Hotaling (1917)
- Gift o' Gab, regia di W. S. Van Dyke (1917)
- The General, regia di Arthur Hotaling (1917)
- The Fable of the Uplifter and His Dandy Little Opus, regia di Richard Foster Baker (1917)
- The Small Town Guy, regia di Lawrence C. Windom (1917)
- A Depot Romeo, regia di Arthur Hotaling (1917)
- The Dream Doll, regia di Howard S. Moss (1917)
- Make Your Eyes Behave, regia di Arthur Hotaling (1917)
- Lunch, regia di Arthur Hotaling (1917)
- Sadie Goes to Heaven, regia di W. S. Van Dyke (1917)

## 1918
- Young America, regia di Arthur Berthelet (1918)
- Wild Algy of Piccadilly (1918)
- Water Powers of Eastern Canada (1918)
- Uneasy Money, regia di Lawrence C. Windom (1918)
- The Two Biggest Things in the World (1918)
- The Soup and the Fish Ball (1918)
- The Lunch Grabber (1918)
- The Lie That Failed (1918)
- The Jazbo Sheriff (1918)
- The Grand Canyon of Arizona and Canyon de Chelly (1918)
- The Bay of Fundy (1918)
- Our Little Nell (1918)
- One Night
- Nutt Stuff (1918)
- Next (1918)
- He Loved Her So (1918)
- Check Your Hat, Sir (1918)
- A Tough Knight (1918)
- A Romance of Rails and Power (1918)
- Men Who Have Made Love to Me, regia di Arthur Berthelet (1918)
- Ruggles of Red Gap, regia di Lawrence C. Windom (1918)
- The Curse of Iku, regia di Frank Borzage (1918)
- A Pair of Sixes, regia di Lawrence C. Windom (1918)
- Chase Me Charlie, regia di Charles Chaplin e Langford Reed (1918)
- Charlot e le spie (Triple Trouble), regia di Charlie Chaplin e Leo White (1918)

## 1920
- Countess Bloggie
- Bloggie's Vacation